# Ladenöffnungszeit

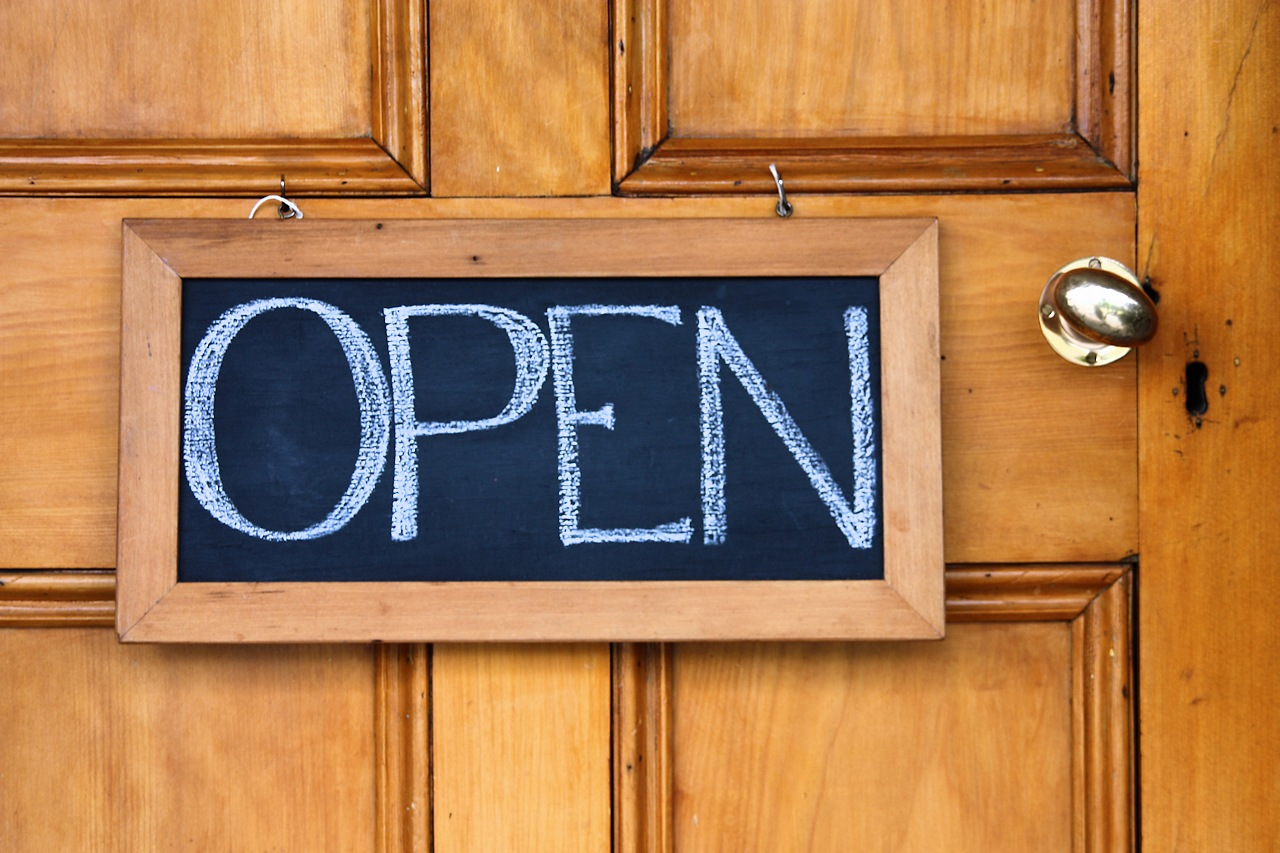
Englischsprachiges Ladenschild: „Open“ („Geöffnet“)

Ladenöffnungszeiten sind allgemein Rechtsnormen, nach denen Ladengeschäfte aus verschiedenen Gründen (wie beispielsweise des Arbeitnehmerschutzes oder des Schutzes der Sonn- und Feiertage oder der Nachtruhe) zu bestimmten Zeiten in der überwiegenden Anzahl aller europäischen Länder beschränkt werden. Es handelt sich um eine Verbotsregelung (mit Ausnahmen) und nicht um eine Gebotsregelung, so dass die Wahl der tatsächlichen Ladenöffnungszeiten den Ladengeschäften innerhalb der erlaubten Öffnungszeiten freigestellt ist. Eigentlich ist es also verboten, Läden innerhalb von gesetzlichen Schlusszeiten zu öffnen. Näheres regeln spezielle Ladenschluss- und Ladenöffnungsgesetze der Länder in Deutschland, der Kantone in der Schweiz und in Österreich ein Bundesgesetz.

## Allgemeines

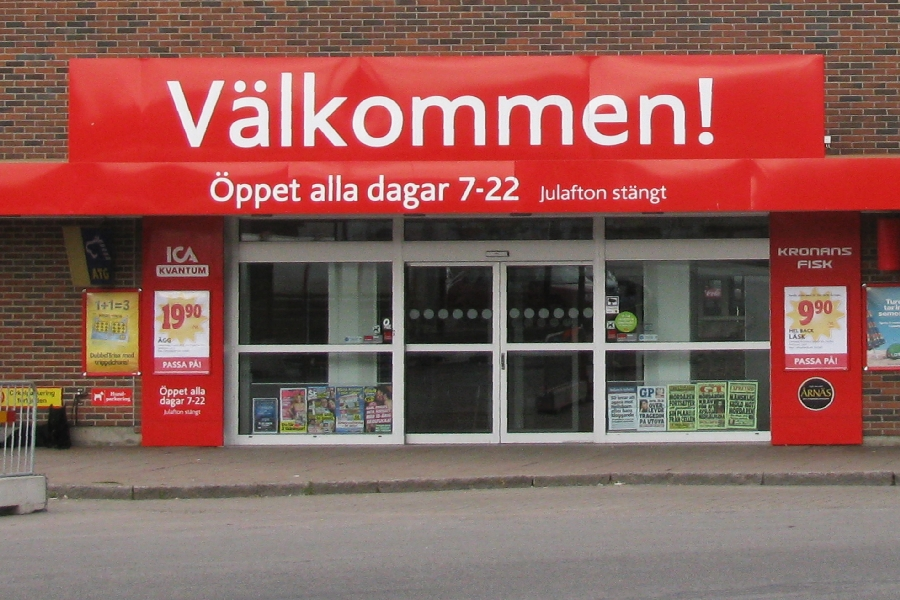
Supermarkt in Schweden: täglich geöffnet, nur Heiligabend geschlossen

Die Ladenöffnungszeit hängt von der unternehmerischen Entscheidung über die Öffnung der Verkaufsstelle und den gesetzlichen Ladenschlusszeiten ab. Bei der Festlegung der Öffnungszeiten wird sich der Händler in erster Linie an der Nachfrage der Verbraucher im Einzelfall ausrichten.
Darüber hinaus existieren Regelungen für die Ladenschlusszeiten in vielen europäischen Ländern. Sie betreffen aus Gründen des Arbeitnehmer- und des Immissionsschutzes in manchen Ländern an Werktagen die Nachtstunden und in der überwiegenden Anzahl aller europäischen Länder aus Gründen des Sonn- und Feiertags- und des Arbeitnehmerschutzes die jeweiligen Sonn- und Feiertage. In den letzten Jahren wurden in Europa in vielen Ländern Ladenschlusszeiten an den Werktagen aufgehoben, da entsprechende Regelungen als Schutzvorschriften für die Arbeitnehmer nach der Umsetzung der europäischen Richtlinie 2003/88/EG über bestimmte Aspekte der Arbeitszeitgestaltung in den nationalen Rechtsordnungen für nicht mehr notwendig erachtet worden sind. Die bestehenden gesetzlichen Regelungen der Ladenschlusszeiten geben dem Handel einen Rahmen, innerhalb dessen er sich bei der Festsetzung der Öffnungszeiten an den Bedürfnissen der Verbraucher ausrichten kann.
Die tatsächlichen Öffnungszeiten sind entsprechend der Nachfrage daher meistens weitaus geringer als die gesetzlich zulässigen Ladenöffnungszeiten. In Großstädten, Tourismusregionen und generell im Lebensmitteleinzelhandel, im Baumarkthandel und in Möbelhäusern haben Verkaufsstellen grundsätzlich die längsten Öffnungszeiten. Im Zusammenhang mit bestimmten Veranstaltungen und Festen erfreuen sich überdies Nachtöffnungen an einzelnen Tagen einer wachsenden Beliebtheit (zum Beispiel in Spanien vor dem Weihnachtsfest, in Deutschland im Zusammenhang mit besonderen Anlässen).
Jedoch sind Ausnahmeregelungen insbesondere vom generellen Sonntagsöffnungsverbot in touristisch erschlossenen Gebieten oder für Bereiche um Bahnhöfe, Häfen und Flughäfen ebenso möglich, in welchen jedoch durch die Kommunen von Fall zu Fall entschieden wird.

## Deutschland
In Deutschland liegt die Zuständigkeit für die Regelung der Ladenschlusszeiten seit der Föderalismusreform 2006 bei den Ländern. Das Ladenschlussgesetz des Bundes galt in den Bundesländern fort, die noch kein eigenes Ladenöffnungsgesetz hatten; zum 1. August 2025 führte Bayern als letztes Bundesland ein eigenes Gesetz ein.
Nach dem Ladenschlussgesetz des Bundes war zuletzt der Verkauf Montag bis Samstag von 6 bis 20 Uhr erlaubt; Bäckereien bereits ab 5:30 Uhr. An Sonntagen und an gesetzlichen Feiertagen war grundsätzlich Ladenschluss; Ausnahmen galten für Milchtankstellen (zwei Stunden), Bäckereien (drei Stunden), Blumenläden (zwei Stunden, an bestimmten hohen Feiertagen wie Volkstrauertag und Totensonntag sechs Stunden) und Zeitschriftenläden (fünf Stunden). Am 2. Weihnachtsfeiertag, Ostermontag und Pfingstmontag galt ein ausnahmsloses Verkaufsverbot für alle Geschäfte. Ausgenommen von den Ladenschlussregelungen waren Tankstellen sowie Geschäfte in Bahnhöfen und Flughäfen.
Die Länder durften pro Jahr maximal vier verkaufsoffene Sonntage festlegen. Geschäfte durften an diesen Tagen maximal fünf Stunden außerhalb der Zeiten des Hauptgottesdienstes öffnen. Die Adventssonntage durften nicht als verkaufsoffene Sonntage freigegeben werden. In Kur- und Erholungsorten konnten die Länder den Sonntag generell freigeben.
Am 14. Februar 2019 entschied das Oberlandesgericht München zu einem Fall aus Bayern, dass Brötchen und Brot „eine zubereitete Speise“ im Sinne des Gaststättengesetzes sind, was zur Folge hätte, dass die Einschränkungen der Ladenöffnungszeiten für Bäckereien mit Cafébetrieb nicht mehr gälten, da sie dann rechtlich Gaststätten wären.
Am 17. Oktober 2019 entschied der Bundesgerichtshof, dass Brötchen als „zubereitete Speisen“ gelten und bestätigte damit das Urteil des Oberlandesgerichts München. Bäckereien mit Cafébetrieb zum Verzehr vor Ort und Stelle dürfen somit daneben ihre Brötchen an Sonn- und Feiertagen ganztägig verkaufen.

### Geschichte

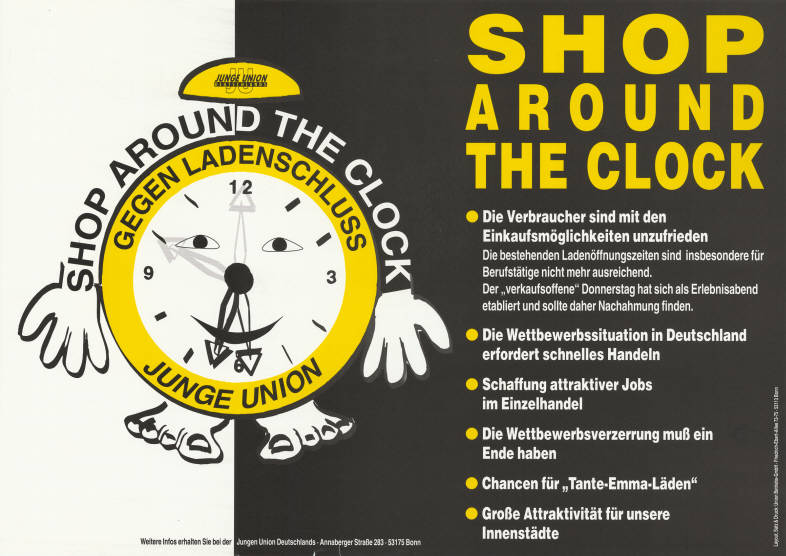
Plakat der Jungen Union gegen den Ladenschluss von 1995

Die Läden hatten in Deutschland im 19. Jahrhundert in der Regel an sieben Tagen der Woche zwischen 5 und 23 Uhr geöffnet. 1879 wurde in Stralsund das erste deutsche Warenhaus durch Leonhard Tietz eröffnet. Mit den Warenhäusern veränderte sich die Struktur des Verkaufspersonals ganz erheblich. Nur zwölf Jahre später, also 1891, wurde festgelegt, dass sonntags nur fünf Stunden lang verkauft werden darf. Bereits am 1. Oktober 1900 trat im Deutschen Reich ein erstes Ladenschlussgesetz in Kraft. Geschäfte durften nur noch von 5 bis 21 Uhr öffnen – dieses galt allerdings nur für Werktage, mit der weiteren großzügigen Vergabe von Sondergenehmigungen für Lebensmittelgeschäfte, Kioske und Bäckereien sowie einer entsprechenden Verlegung der Sonntagsruhe auf Samstage für jüdische Geschäfte. In Form freiwilliger Vereinbarungen hatten sich bis 1911 die Kaufleute in zahlreichen Städten und Gemeinden auf einen abendlichen Ladenschluss von 20 Uhr geeinigt. Eine neue gesetzliche Regelung führte ab 1919 die Sonntagsruhe und eine beschränkte Ladenöffnungszeit an Werktagen von 7 bis 19 Uhr ein. Auch während der nationalsozialistischen Herrschaft wurden die Ladenschlusszeiten weiter reguliert und die bis 1996 geltende 18:30-Regelung eingeführt.
Nachdem der Deutsche Bundestag 1955 ein Verbotsgesetz gegen den Kupfernen Sonntag verabschiedete, dem der Bundesrat aber nicht zustimmte, wurde am 28. November 1956 das „Gesetz über den Ladenschluss“ verabschiedet und verkündet, das einen Monat später inkraft trat. Geschäfte durften ab diesem Zeitpunkt montags von 10 bis 18:30 Uhr, dienstags bis freitags von 7 bis 18.30 Uhr, samstags von 7 bis 16 Uhr und am 24. Dezember, sofern dieser nicht auf einen Sonntag fiel, von 7 bis 14 Uhr geöffnet sein. Zusätzlich wurde in diesem Gesetz mit Wirkung zum 1. Januar 1958 der Ladenschluss am Samstag auf 14 Uhr verkürzt, am ersten Samstag im Monat auf 18 Uhr verlängert, am auf den ersten Samstag folgenden Montag die Öffnungszeit auf 13 bis 18:30 Uhr verkürzt und an allen anderen Montagen auf 7 bis 18:30 Uhr verlängert. Der Samstag mit den längeren Öffnungszeiten wurde „langer Samstag“ genannt und wurde auf den zweiten Samstag im Monat verschoben, wenn der erste Samstag auf einen Feiertag fiel. Ausgenommen waren Einrichtungen wie Tankstellen, Kioske, Bahnhofsgeschäfte, Apotheken und Gaststätten. Die Verfassungsbeschwerde gegen dieses Gesetz wurde 1961 durch das Bundesverfassungsgericht zurückgewiesen.
Ab dem 22. Juli 1957 durfte montags ab 7 Uhr geöffnet werden. Die 1956 beschlossene Ausweitung der Schließzeit am Montag nach einem „langen Samstag“ bis 13 Uhr ab dem 1. Januar 1958 wurde ersatzlos gestrichen.
Ab dem Jahr 1960 wurde die Öffnung an den letzten vier Samstagen vor dem 24. Dezember bis 18 Uhr erlaubt.
Danach wurde das Ladenschlussgesetz knapp 30 Jahre lang nicht verändert, bis im Oktober 1989 der sogenannte „lange Donnerstag“ als Dienstleistungsabend eingeführt wurde, an dem Geschäfte bis 20.30 Uhr geöffnet sein durften. Als Ausgleich wurden die Öffnungszeiten am ersten Samstag im Monat von April bis September auf 16 Uhr verkürzt. An Gründonnerstag musste bereits um 18:30 Uhr geschlossen werden und die Gesamtöffnungszeit pro Woche durfte 53 Stunden, in Wochen mit langen Samstagen 55 Stunden im Sommerhalbjahr und 57 Stunden im Winterhalbjahr nicht überschreiten.
Am 1. November 1996 wurden die Ladenöffnungszeiten, nach Gezerre zwischen dem Bundeswirtschaftsministerium und dem Arbeitsministerium, erneut gelockert; wochentags durfte zwischen 6 und 20 Uhr, samstags bis 16 Uhr geöffnet werden. Der „lange Donnerstag“ und der „lange Samstag“ entfielen. An den vier letzten Samstagen vor dem 24. Dezember blieb es bei einer Schließzeit von 18 Uhr, an Heiligabend von 14 Uhr.
Zuletzt beschloss der Deutsche Bundestag am 13. März 2003 eine Verlängerung der Öffnungszeiten am Samstag um vier Stunden bis 20 Uhr. Die Neuregelung trat am 1. Juni 2003 in Kraft. Seitdem galten in Deutschland zu folgenden Zeiten Öffnungsverbote für Geschäfte:
- an Sonn- und gesetzlichen Feiertagen,
- montags bis samstags bis 6 Uhr und ab 20 Uhr,
- am 24. Dezember, montags bis samstags, bis 6 Uhr und ab 14 Uhr.

In Abweichung davon durften Verkaufsstellen für Bäckerwaren den Beginn der Ladenöffnungszeit an Werktagen auf 5.30 Uhr vorverlegen (siehe auch Nachtbackverbot). Sonderregelungen galten zudem für Geschäfte in Bahnhöfen, Flughäfen und in bestimmten Urlaubsregionen. Anlässlich von Märkten, Messen und ähnlichen Veranstaltungen waren vier verkaufsoffene Sonn- und Feiertage pro Jahr möglich. Die Verkaufszeit durfte fünf Stunden nicht überschreiten, musste um 18 Uhr beendet sein und außerhalb der Zeiten der Hauptgottesdienste liegen. Ursprünglich waren Apotheken von verkaufsoffenen Sonntagen ausdrücklich ausgeschlossen, das Bundesverfassungsgericht erklärte jedoch diese Regelung für mit dem Grundgesetz unvereinbar und nichtig.
Am 30. Juni 2006 stimmte der Bundestag der Föderalismusreform zu und damit auch der Übertragung der Gesetzgebungskompetenzen in Sachen Ladenschluss an die Länder. Am 7. Juli 2006 stimmte der Bundesrat zu. Damit wurde der Ladenschluss Ländersache, und jedes Land konnte durch eigene Regelungen die Ladenschlusszeiten an die Bedürfnisse der Bevölkerung in der jeweiligen Region anpassen. Hierbei konnten die Länder auch die europäischen Erfahrungen von Deregulierungen berücksichtigen. Die gelockerten Ladenschlusszeiten waren eine Reaktion auf geänderte soziale Entwicklungen wie verstärkte Arbeitsmarktbeteiligung von Frauen, sich ändernde Familienstrukturen und zunehmend flexiblere Arbeitszeiten. Neben der Erhöhung der Wohlfahrt der Verbraucher wurden positive Auswirkungen auf Umsatz und Beschäftigung erwartet. Der Sonn- und Feiertagsschutz genießt in vielen Gesetzen einen hohen Stellenwert. Der Arbeitnehmerschutz wird seitdem durch besondere Arbeitsschutzregelungen in den Landesgesetzen sowie im Arbeitszeitgesetz geregelt.
Als erstes Land hat Berlin ein entsprechendes Gesetz am 9. November 2006 verabschiedet, es folgten das Saarland am 15. November 2006, Nordrhein-Westfalen und Rheinland-Pfalz am 16. November 2006, Sachsen-Anhalt am 22. November 2006, Hessen am 23. November 2006, Thüringen am 24. November 2006, Brandenburg am 27. November 2006, Schleswig-Holstein am 1. Dezember 2006, Hamburg am 1. Januar 2007, Bremen am 6. Februar 2007, Baden-Württemberg am 14. Februar 2007, Niedersachsen am 6. März 2007, Sachsen am 16. März 2007 und Mecklenburg-Vorpommern am 13. Juni 2007.

### Akzeptanz ausgedehnter Ladenschlusszeiten
Einer GfK-Umfrage von 2014 zufolge nutzen 63 Prozent der deutschen Bevölkerung Angebote für verkaufsoffene Sonntage, aber weniger als ein Drittel würde einer kompletten Aufhebung des Verkaufsverbotes an Sonntagen zustimmen.
Jedoch unterscheiden im Bezug auf das generelle Sonntagsöffnungsverbot für alle Geschäfte heute viele Menschen darin, ob es sich um Geschäfte für Grundnahrungs- und Grundversorgungsmittel handelt, welche in Supermärkten, Drogeriemärkten und Kleidungsgeschäften verkauft werden, oder um andere Waren, welche etwa in Elektromärkten, Baumärkten und Gartencentern, Möbelhäusern oder Autohäusern verkauft werden. In grenznahen Gebieten füllen zum Teil die Städte jenseits der Grenze die Angebotslücke durch das Sonntagsöffnungsverbot, z. B. werben niederländische Städte wie Venlo und Roermond mit ganzjährig sonntags geöffneten Geschäften gezielt in deutschen Medien um Konsumenten vom Niederrhein und aus dem Ruhrgebiet.
Als Argument für eine Ausweitung der Ladenschlusszeiten, insbesondere Verkauf auch an Sonntagen, wird neuerdings angeführt, dass die zunehmende Verödung der Innenstädte durch Geschäftsaufgaben damit aufgehalten werden könne. Andererseits wird aber auch vorgebracht, dass eine solche Öffnung vor allem großen Ladenketten zugute käme, da sich kleinere Geschäfte mangels Personal nicht daran beteiligen könnten. Somit würde der Konzentration auf wenige große Anbieter weiterer Vorschub geleistet und die Verödung der Innenstädte sogar befördert. Gegen die Ausweitung der Ladenschlusszeiten wird zudem vorgebracht, dass die Kaufkraft der Kunden gleich bleibe, sich also die Käufe lediglich auf mehr Tage verteilen, nicht aber insgesamt zunehmen würden, während die Kosten für Personal, Unterhalt der Verkaufsflächen usw. steigen würden.

### Regelungen in den Bundesländern

#### Übersicht
| Bundesland             | Mo.–Fr. | Sa.  | So.                                                                     | Datum Gesetzeskraft | Gesetzesquelle | Besonderheiten |
| ---------------------- | ------- | ---- | ----------------------------------------------------------------------- | ------------------- | -------------- | --- |
| Baden-Württemberg      | 0–24    | 0–24 |                                                                         | 6. März 2007        | [ 19 ] [ 20 ]  | |
| Bayern                 | 6–20    | 6–20 | 4/Jahr                                                                  | 1. August 2025      | [ 21 ]         | |
| Berlin                 | 0–24    | 0–24 | 8/Jahr                                                                  | 15. November 2006   | [ 22 ]         | |
| Brandenburg            | 0–24    | 0–24 | 6/Jahr 13–20                                                            | 29. November 2006   | [ 23 ]         | |
| Bremen                 | 0–24    | 0–24 |                                                                         | 1. April 2007       | [ 24 ]         | |
| Hamburg                | 0–24    | 0–24 |                                                                         | 1. Januar 2007      | [ 25 ]         | |
| Hessen                 | 0–24    | 0–24 | Bundesrecht                                                             | 1. Dezember 2006    | [ 26 ]         | An Gründonnerstag müssen Geschäfte um 20 Uhr schließen. |
| Mecklenburg-Vorpommern | 0–24    | 0–22 |                                                                         | 2. Juli 2007        | [ 27 ]         | |
| Niedersachsen          | 0–24    | 0–24 | Bundesrecht                                                             | 1. April 2007       | [ 28 ]         | |
| Nordrhein-Westfalen    | 0–24    | 0–24 | max. 16 pro Gemeinde, max. 8 pro Geschäft, sonst weitgehend Bundesrecht | 30. März 2018       | [ 29 ]         | |
| Rheinland-Pfalz        | 6–22    | 6–22 |                                                                         | 29. November 2006   | [ 30 ]         | |
| Saarland               | 6–20    | 6–20 |                                                                         | 15. November 2006   | [ 31 ]         | 6–24 ein Mal jährlich |
| Sachsen                | 6–22    | 6–22 |                                                                         | 1. April 2007       | [ 32 ]         | 0–24 fünf Mal jährlich |
| Sachsen-Anhalt         | 0–24    | 0–20 | Bundesrecht                                                             | 30. November 2006   | [ 33 ]         | |
| Schleswig-Holstein     | 0–24    | 0–24 | weitgehend Bundesrecht                                                  | 1. Dezember 2006    | [ 34 ] [ 35 ]  | Vom 15. Dezember bis 31. Oktober Verkauf von Waren des täglichen Ge- und Verbrauchs an Sonn- und Feiertagen in vielen Kur-, Bade und Tourismusorten möglich (außer Karfreitag und 1. Weihnachtsfeiertag, 1. Maifeiertag Verkauf nur durch Ladenbesitzer). Seit Dezember 2013 wird die Saison auf den Zeitraum vom 17. Dezember bis 8. Januar und 15. März bis 31. Oktober reduziert. |
| Thüringen              | 0–24    | 0–20 | weitgehend Bundesrecht                                                  | 24. November 2006   | [ 36 ]         | |

#### Baden-Württemberg
Das baden-württembergische Ladenöffnungsgesetz enthält die 6×24-Regelung, d. h. unbegrenzte Öffnungszeit an Werktagen; drei verkaufsoffene Sonn- bzw. Feiertage im Jahr; hiervon ausgenommen sind die Adventssonntage, der Oster- und Pfingstsonntag und die Weihnachtsfeiertage. Das Ladenöffnungsgesetz wurde am 14. Februar 2007 vom baden-württembergischen Landtag verabschiedet und trat am 6. März 2007 in Kraft. Das Gesetz sollte ursprünglich schon zum 1. Januar 2007 in Kraft treten, aber aufgrund des Gesetzgebungsverfahrens ließ sich dieser Termin nicht halten. Es gab im Vorfeld eine heftige Debatte über die Anzahl der verkaufsoffenen Sonntage pro Jahr. Die Anzahl sollte auf Antrag der CDU-Fraktion von vier auf zwei verringert werden. Dagegen sträubte sich die FDP, die für die Sonntage zumindest die bisherige Regelung beibehalten wollte. Die damalige CDU/FDP-Koalition einigte sich schließlich auf drei verkaufsoffene Sonntage im Jahr. Diese Regelung gilt seit 1. Januar 2008, für 2007 galt eine Übergangsregelung mit vier verkaufsoffenen Sonntagen.
In Baden-Württemberg war in Anlehnung an das Verbot des Verkaufs von Alkohol zwischen 0 und 7 Uhr an Bundesautobahnen eine gesetzliche Regelung für ein Nachtverkaufsverbot für Alkohol von 22 bis 5 Uhr getroffen worden, welche im Dezember 2017 wieder aufgehoben wurde.

##### Regelung Muttertag 2008
Da der Muttertag 2008 mit dem Pfingstsonntag zusammenfiel, war ein allgemeines Öffnen von Blumenläden nicht gestattet. Mehrere Gemeinden bezogen sich jedoch auf § 11 des baden-württembergischen Ladenöffnungsgesetzes, welcher den Gemeinden eine Ausnahmeregelung erlaubt. Als erste Städte im Land wollten Bretten und Waiblingen von dieser Regelung Gebrauch machen. Weitere Gemeinden planten, sich dieser Regelung anzuschließen. Allerdings wurden sämtliche Ausnahmegenehmigungen durch Gerichtsentscheid gekippt, so dass am Muttertag 2008 definitiv kein Blumenverkauf stattfand. Der nächste Muttertag, der auf einen Pfingstsonntag fällt, ist am 13. Mai 2035.

#### Bayern
Bayern führte als letztes Bundesland zum 1. August 2025 ein eigenes Gesetz ein. Dieses übernimmt weitgehend die Regelung des Bundesgesetzes und schreibt vor, dass die Läden von 20 Uhr bis 6 Uhr geschlossen bleiben müssen, sonntags den ganzen Tag. Die bedeutendste Neuerung gegenüber dem Bundesgesetz ist, dass Artikel 2 Absatz 2 ausdrückliche Regelungen zu personallos betriebenen Automatenläden enthält; diese dürfen auch nachts und sonntags geöffnet sein, wobei die Gemeinden die Sonntagsöffnung auf acht Stunden begrenzen können; ist die Verkaufsfläche größer als 150 Quadratmeter gelten die gleichen Ladenschlusszeiten wie für Läden mit Personal.
Unter der CSU-Alleinregierung unter Edmund Stoiber war es bei einer Probeabstimmung über den eigentlich geplanten 6×24-Gesetzentwurf in der CSU-Fraktion zu einer Stimmengleichheit von Befürwortern und Gegnern gekommen. Daraufhin wurden die bisherigen Öffnungszeiten beibehalten. Nachdem bei der Landtagswahl 2008 die CSU ihre absolute Mehrheit verlor und mit der FDP eine Koalition einging, drängte diese auf eine Änderung der Öffnungszeiten, konnte sich jedoch bei den darauf folgenden Verhandlungen nicht durchsetzen. Somit blieb es bei der bestehenden Regelung.
Im März 2024 wurde bekannt, dass das Bayerische Staatsministerium für Familie, Arbeit und Soziales an einem Ladenschlussgesetz arbeitet. Der Grund liegt im Koalitionsvertrag, den CSU und FW nach der Landtagswahl 2023 ausgehandelt haben. Dort ist festgehalten: „Wir wollen beim Ladenschluss weitere lange Einkaufsnächte sowie den durchgehenden Betrieb von digitalen Kleinstsupermärkten als neue Form der Nahversorgung ermöglichen.“

#### Berlin
Das Ladenöffnungsgesetz vom 14. November 2006 enthält eine 6×24-Regelung. Von 2006 bis 2009 konnte an den Adventssonntagen von 13 bis 20 Uhr geöffnet werden. Außerdem wurden in dieser Zeit vier zusätzliche Sonntage von der Stadt bestimmt (i. d. R. zu besonderen Veranstaltungen wie Messen) und zwei weitere konnten von jedem einzelnen Händler zu besonderen Anlässen wie Straßenfesten oder Jubiläen gewählt werden. Das Gesetz trat am 15. November 2006 in Kraft.
Gegen das Berliner Ladenöffnungsgesetz erhoben die evangelische und katholische Kirche am 11. November 2007 Verfassungsbeschwerden beim Bundesverfassungsgericht. Am 1. Dezember 2009 gab das Gericht den Verfassungsbeschwerden teilweise statt und erklärte die Regelung der Ladenöffnung an den Adventssonntagen (§ 3 Abs. 1 Alt. 2 des Berliner Ladenöffnungsgesetzes) für verfassungswidrig.
Zum 23. Oktober 2010 trat das Zweite Gesetz zur Änderung des Berliner Ladenöffnungsgesetzes in Kraft. Dieses besagt, dass der Berliner Senat acht verkaufsoffene Sonntage pro Jahr per Allgemeinverfügung festsetzen kann. Darunter sind jedoch maximal zwei Adventssonntage. Zwei weitere Sonntage können die Unternehmer zu einem bestimmten Anlass (Straßenfest, Jubiläum o. ä.) selbst festlegen.

#### Brandenburg
Das brandenburgische Ladenöffnungsgesetz enthält eine 6×24-Regelung. Die Anzahl der verkaufsoffenen Sonntage liegt bei sechs pro Jahr, die in der Zeit von 13 bis 20 Uhr stattfinden dürfen, jedoch nicht an Karfreitag, Ostersonntag, Pfingstsonntag, Volkstrauertag, Totensonntag und Feiertagen im Dezember. Das Gesetz trat zum 1. Dezember 2006 in Kraft.

#### Bremen
Das bremische Ladenschlussgesetz enthält eine 6×24-Regelung. Maximal vier verkaufsoffene Sonntage im Jahr; diese dürfen bis zu fünf Stunden geöffnet haben, jedoch nicht an Karfreitag, Ostersonntag, Pfingstsonntag, Volkstrauertag, Totensonntag und Feiertagen im Dezember. Das Gesetz trat am 1. April 2007 in Kraft.

#### Hamburg
Das hamburgische Ladenschlussgesetz enthält eine 6×24-Regelung; die Regelungen für Sonntagsöffnung bleiben bei vier Sonntagen, diese dürfen jedoch nicht mehr an Adventssonntagen, Feiertagen oder stillen Tagen stattfinden. Das neue Ladenöffnungsgesetz wurde am 13. Dezember 2006 von der Bürgerschaft beschlossen und als Gesetz vom 22. Dezember 2006 am 29. Dezember 2006 verkündet. Es trat am 1. Januar 2007 in Kraft.

#### Hessen
Das Hessische Ladenöffnungsgesetz sieht eine 6×24-Regelung vor; die Regelungen für Sonn- und Feiertage bleiben unverändert. Die Kommunen dürfen pro Jahr vier Sonntage festlegen, an denen die Geschäfte unter Berücksichtigung der Hauptgottesdienstzeiten bis zu sechs Stunden öffnen dürfen (nicht an Adventssonntagen, am Totensonntag und Volkstrauertag, Karfreitag, Ostersonntag, Ostermontag, Pfingstsonntag, Pfingstmontag, Fronleichnam, 1. und 2. Weihnachtsfeiertag). Die neue Regelung trat am 1. Dezember 2006 in Kraft, nachdem sie am 23. November vom Landtag verabschiedet worden war. Das bisherige Gesetz (HLöG) war gemäß § 13 zunächst gültig bis zum 31. Dezember 2019. Am 12. Dezember 2019 verabschiedete der Hessische Landtag in Dritter Lesung das neue Ladenöffnungsgesetz, welches im Vergleich zum bisherigen Gesetz leichte Modifikationen vorsieht. Das neue Gesetz trat am 1. Januar 2020 in Kraft und ist gültig bis 31. Dezember 2026. Der Ladenschluss am Gründonnerstag ist seit 2010 um 20 Uhr.

#### Mecklenburg-Vorpommern
Das Ladenöffnungsgesetz des Landes sieht eine 5×24-Regelung vor. Samstags darf bis 22 Uhr geöffnet werden. Zusätzlich gibt es vier verkaufsoffene Sonntage im Jahr.
Die sogenannte Bäderregelung, wonach das Wirtschaftsministerium Mecklenburg-Vorpommern in der Saison den Verkauf an Sonntagen in den 53 Kur- und Erholungsorten gestatten kann, wurde im Gesetz verankert. Am 13. Juni 2007 wurde das Gesetz vom Landtag verabschiedet und trat am 2. Juli 2007 in Kraft. Am 7. April 2010 wurde die Bäderregelung vom Greifswalder Oberverwaltungsgericht für ungültig erklärt. Zum 1. August 2010 trat eine Neufassung der Bäderregelung in Kraft, wonach die Läden in 96 Orten und Ortsteilen (in Kur- und Erholungsorten, touristischen Schwerpunktgebieten und den Innenstädten von Rostock, Schwerin, Greifswald und Neubrandenburg sowie in den Weltkulturerbestädten Wismar und Stralsund) zwischen dem letzten Sonntag im März und Ende Oktober mit Ausnahme der Feiertage von 13 bis 18 Uhr die Läden öffnen dürfen. Die Öffnungszeiten wurden im Vergleich zur früheren Regelung um zwei Stunden reduziert. Wismar und Stralsund sind bis zu zwanzig, den anderen kreisfreien Städten bis zu zehn verkaufsoffene Sonntage im Jahr erlaubt.

#### Niedersachsen
Das Niedersächsisches Gesetz über Ladenöffnungs- und Verkaufszeiten (NLöffVZG) enthält in § 5 NLöffVZG eine Regelung für Ausnahmen von der Sonntagsregelung: An Sonntagen darf (bis auf im Gesetz genannte bestimmte Sonntage) auf Antrag viermal im Jahr geöffnet werden. Dies gilt für höchstens fünf Stunden täglich, die außerhalb der ortsüblichen Gottesdienstzeiten liegen sollten. Die sogenannte Bäderregelung wurde mit Ausnahmen für touristisch besonders bedeutsame Orte ausgeweitet. Das Gesetz wurde in der ursprünglichen Form am 6. März 2007 vom Landtag verabschiedet und trat am 1. April 2007 in Kraft.

#### Nordrhein-Westfalen
Mit der Neuregelung des Ladenöffnungsgesetzes (in Kraft seit 30. März 2018) gilt eine 6×24-Regelung für Montag bis Samstag. Ausgenommen ist der 24. Dezember: An diesem Tag ist um 14 Uhr Ladenschluss.
Maximal acht verkaufsoffene Sonntage mit jeweils fünf Stunden ab 13 Uhr sind für eine Verkaufsstelle möglich. Falls innerhalb einer Gemeinde in den einzelnen Stadtbezirken die Verkaufsöffnung an unterschiedlichen Sonntagen stattfindet, dürfen es insgesamt sechzehn Sonntage für die gesamte Gemeinde sein. Ansonsten entsprechen die Regelungen für Sonn- und Feiertage weitgehend dem früher gültigen Bundesrecht. Wenn im gesamten Stadtgebiet geöffnet wird, ist nur ein verkaufsoffener Adventssonntag erlaubt. Wenn in jeweils unterschiedlichen Stadtbezirken geöffnet wird, erlaubt das Gesetz maximal zwei verkaufsoffene Adventssonntage. Keine verkaufsoffenen Sonn- bzw. Feiertage sind erlaubt am 1. und 2. Weihnachtsfeiertag, Ostersonntag, 1. Mai, Pfingstsonntag, Karfreitag, 3. Oktober, Allerheiligen, Volkstrauertag, Totensonntag sowie am 24. Dezember, falls dieser auf einen Sonntag fällt. (Ausnahme für den 24. Dezember: In Verkaufsstellen für Weihnachtsbäume, Bäckereien und Blumengeschäften ist eine Öffnung von 10–14 Uhr möglich.) In Bezug auf bereits vor Inkrafttreten des Gesetzes genehmigte verkaufsoffene Sonntage für 2018 galt noch das alte Gesetz vom 18. Mai 2013 (maximal vier Sonntage pro Geschäft, maximal acht pro Gemeinde).

#### Rheinland-Pfalz
Nach dem Ladenöffnungsgesetz Rheinland-Pfalz dürfen Verkaufsstellen Montag bis Samstag von 6 bis 22 Uhr geöffnet sein. An maximal vier Sonntagen pro Jahr und Gemeinde kann die örtlich zuständige Kommune allgemein durch Rechtsverordnung festlegen, dass Verkaufsstellen bis zur Dauer von fünf Stunden geöffnet sein dürfen. Die zugelassene Öffnungszeit darf nicht zwischen 6 und 11 Uhr liegen. Für Ostersonntag, Pfingstsonntag, Volkstrauertag, Totensonntag, an den Adventssonntagen im Dezember und an Sonntagen, auf die ein Feiertag fällt, darf die Öffnung nicht zugelassen werden. Weiterhin kann es an Werktagen bis zu acht Einkaufsnächte pro Jahr geben. Die Regelung trat zum 29. November 2006 in Kraft. Weitere Einzelheiten zum Ladenöffnungsgesetz in Rheinland-Pfalz sind in einer Landesverordnung und in einer Verordnung der Aufsichts- und Dienstleistungsdirektion zur Durchführung des Ladenöffnungsgesetzes in Rheinland-Pfalz enthalten.

#### Saarland
Das Ladenöffnungsgesetz vom 15. November 2006 sieht nur geringe Änderungen gegenüber der bisherigen Rechtslage vor. Die Öffnungszeiten bleiben bei 6 bis 20 Uhr von Montag bis Samstag. An höchstens einem Tag im Jahr kann aus besonderem Anlass bis 24 Uhr geöffnet werden. Es sind vier verkaufsoffene Sonntage erlaubt, jedoch nicht an Neujahr, Ostersonntag, Pfingstsonntag, Totensonntag und Volkstrauertag. Die betreffenden verkaufsoffenen Sonntage werden verkaufsstellenbezogen gezählt. Liegt der 1. Advent im Dezember, ist zu diesem Termin ein verkaufsoffener Sonntag erlaubt.

#### Sachsen
Verkaufsstellen dürfen montags bis samstags von 6 bis 22 Uhr öffnen. Zudem können Gemeinden aus besonderem Anlass vier verkaufsoffene Sonntage mit Öffnungszeiten von 12 bis 18 Uhr gestatten; an fünf Werktagen im Jahr dürfen die Läden rund um die Uhr öffnen.

#### Sachsen-Anhalt
Das Ladenöffnungszeitengesetz enthält eine 5×24-Regelung; an Samstagen darf bis 20 Uhr geöffnet werden; die Regelungen für Sonn- und Feiertage entsprechen der bisherigen Bundesregelung. Das Gesetz trat am 30. November 2006 in Kraft.

#### Schleswig-Holstein
Das schleswig-holsteinische Ladenöffnungszeitengesetz (LÖffZG, am 1. Dezember 2006 in Kraft getreten) enthält eine 6×24-Regelung von Montag bis Samstag. Die Regelungen für Sonn- und Feiertage entsprechen mit vier verkaufsoffenen Sonntagen pro Jahr weitgehend dem bisherigen Bundesrecht.
Eine Besonderheit ist die Möglichkeit einer Befreiung vom Verkaufsverbot an Sonn- und Feiertagen für Kur-, Erholungs- und Tourismusorte in der Zeit vom 15. Dezember bis zum 31. Oktober. Ausgenommen sind jeweils der Karfreitag und der erste Weihnachtstag. Am 1. Mai darf der Verkauf nur dann erlaubt werden, wenn die Ladeninhaberin oder der Ladeninhaber unter Freistellung aller Arbeitnehmerinnen und Arbeitnehmer den Verkauf persönlich durchführt. Welche Gemeinden von der Befreiung betroffen sind und ob diese an Bedingungen geknüpft oder nur eingeschränkt gewährt wird, regelt die oberste Landesbehörde durch Verordnungen (sog. Bäderregelung bzw. Bäderverordnung). Die Verordnung vom 18. November 2008 galt bis zum 27. November 2013 und gewährte für den Verkauf von Waren- des täglichen Ge- und Verbrauchs den vollen im Gesetz festgelegten Befreiungszeitraum. Am 17. Dezember 2013 trat für weitere fünf Jahre eine neue Bäderverordnung in Kraft. Diese verkürzt die möglichen Öffnungszeiten an Sonntagen von bisher acht auf sechs Stunden und reduziert die Saison auf den Zeitraum vom 17. Dezember bis 8. Januar und 15. März – 31. Oktober. In den meisten Tourismusorten des Landes, z. B. in Ostholstein, hat die Bäderregelung dazu geführt, dass viele Geschäfte für den Verkauf von Waren des täglichen Ge- und Verbrauchs den größten Teil des Jahres am Sonntag und auch an vielen Feiertagen eingeschränkt geöffnet haben.

#### Thüringen
Das Ladenöffnungszeitengesetz enthält eine 5×24-Regelung; an Samstagen darf bis 20 Uhr geöffnet werden; die Regelungen für Sonn- und Feiertage entsprechen weitgehend dem bisherigen Bundesrecht. Die Regelung trat zum 24. November 2006 in Kraft.

### Sonderregelungen an Heiligabend und Silvester

#### Heiligabend
In allen Bundesländern gilt für Heiligabend, sofern dieser auf einen Werktag fällt, dass die Geschäfte dann spätestens um 14 Uhr geschlossen werden müssen.
Falls dieser auf einen Sonntag fällt, sah das frühere Bundesrecht vor, dass neben Blumengeschäften, Bäckereien und dem Verkauf von Weihnachtsbäumen auch Geschäfte, die überwiegend Genuss- und Lebensmittel verkaufen, für maximal drei Stunden vor 14 Uhr geöffnet sein dürfen. Aktuell ist in den Ländern Hessen, Niedersachsen und Rheinland-Pfalz jeder Verkauf an diesem Tag verboten. In Bremen, Nordrhein-Westfalen, Saarland und Thüringen ist lediglich ein Verkauf in Bäckereien und von Weihnachtsbäumen vor 14 Uhr für maximal 3 beziehungsweise 5 Stunden pro Geschäft erlaubt. Baden-Württemberg erlaubt den Verkauf an 3 Stunden vor 14 Uhr dagegen nur durch Geschäfte, die überwiegend Genuss- und Lebensmittel verkaufen, sowie von Weihnachtsbäumen. In Berlin, Brandenburg und Schleswig-Holstein wurde die Beschränkung auf bestimmte Geschäftsgruppen bis 14 Uhr aus dem früheren Bundesrecht übernommen. Allerdings gibt es aktuell in diesen Bundesländern keine Höchstverkaufszeit pro Geschäft mehr. Die übrigen fünf Bundesländer haben das frühere Bundesrecht übernommen.

#### Silvester
An Silvester gibt es – mit Ausnahme Bremens, Hessens, Niedersachsens und Thüringens – keine Einschränkungen bei den Ladenöffnungszeiten gegenüber einem gewöhnlichen Werktag. In den vier vorgenannten Bundesländern ist – analog zu Heiligabend – Ladenschluss um 14 Uhr.
In Bayern gilt – aufgrund eines fehlenden Ladenöffnungsgesetzes –, sofern der 31. Dezember auf einen Werktag fällt, die gesetzliche Öffnungszeit bis 20 Uhr. Diese Öffnungszeit gilt auch im Saarland nach dem dortigen Ladenschlussgesetz wie an jedem anderen Werktag dort. Entsprechend ist in Sachsen und Rheinland-Pfalz wie an jedem Werktag an Silvester um 22 Uhr Ladenschluss.

## Österreich
Die gesetzlichen Ladenöffnungszeiten in Österreich sind hauptsächlich in der ab 1. Jänner 2008 gültigen Novelle des Öffnungszeitengesetzes 2003 geregelt. Geschäfte dürfen von Montag bis Freitag von 6 bis 21 Uhr und an Samstagen von 6 bis 18 Uhr geöffnet sein. Bäckereibetriebe dürfen ab 5.30 Uhr öffnen. Die Gesamtoffenhaltezeit innerhalb einer Kalenderwoche darf 72 Stunden nicht überschreiten.
Die Landeshauptleute können aber unter bestimmten Voraussetzungen zusätzlich verordnen, dass die Verkaufsstellen von Montag bis Freitag ab 5 Uhr oder nach 21 Uhr offen gehalten werden dürfen, und dass Verkaufsstellen von Bäckereibetrieben und Verkaufsstellen für Naturblumen, Süßwaren, Obst und Gemüse mehr als 72 Stunden pro Kalenderwoche oder am Samstag nach 18 Uhr offen gehalten werden dürfen.
Für Verkaufstätigkeiten an Feiertagen und von Samstag 18 Uhr bis Montag 6 Uhr können die Landeshauptleute unter bestimmten Voraussetzungen und gegebenenfalls örtlich und saisonal begrenzt erweiterte Öffnungszeiten festlegen.
Am 8. Dezember (Maria Empfängnis) ist die Öffnung von Handelsbetrieben seit 2015 im Regelfall von 10 bis 18 erlaubt.
Für den 24. und 31. Dezember, die ab 12 Uhr als Feiertag gelten, gibt es Sonderregelungen, falls sie auf einen Werktag fallen. Am 24. Dezember können Geschäfte von 6 bis 14 Uhr öffnen. Süßwaren und Frischblumen dürfen bis 18 Uhr und Christbäume bis 20 Uhr verkauft werden. Am 31. Dezember können Geschäfte von 6 bis 17 Uhr geöffnet werden. Lebensmittel dürfen bis 18 Uhr verkauft werden, Süßwaren, Frischblumen und Silvesterartikel bis 20 Uhr.
Weitere Ausnahmen gibt es z. B. für Lebensmittelläden in Bahnhöfen, Zollfreiläden auf Flughäfen, für Messen und andere Veranstaltungen. Außerdem ist der Warenverkauf an Automaten, im Rahmen von Gastgewerbebetrieben, bei Tankstellen, in Kasernen und der Marktverkehr von diesen gesetzlichen Bestimmungen ausgenommen.
Um 2012–2013 haben die Lebensmitteldiskonter Hofer und Lidl ihre Öffnungszeiten von zuvor 8 bis 19 (Samstag nur bis 18 Uhr, Sonntag zu) auf 7.40–20 (samstags weiterhin 8–18, So zu) ausgedehnt.
2014/2015 verlängerte SPAR die Öffnungszeiten der meisten Filialen von zuvor zumeist 8–18.30 (Sa –17, So zu) auf Öffnung ab 7.00/15/30/40 bis 19.00/30/45 oder 20.00. Saisonal gibt es Filialen, die im Winter in Skigebieten und sommers in Seengebieten verlängerte Öffnungszeiten oder sonntags geöffnet haben.
Seit etwa 2010 haben in Graz Spar-Lebensmittelmärkte am Hauptbahnhof täglich von 6 bis 22 offen, am Flughafen Graz von 5.30 bis 21, seit etwa 2013 auch am Lendplatz und der zentralen Hans-Sachs-Gasse von 6 bis 21 Uhr.
Spar hat mit Stand November 2015 10 Filialen mit ganzjährig Sonntagsöffnung zumindest schon ab 9 und zumindest bis 17 Uhr, die am längsten ausgedehnten Öffnungszeiten gibt es am Hauptbahnhof Linz: täglich von 5 bis 23 Uhr. Sonntags geöffnet sind Filialen weiters an Bahnhöfen in Graz, Leoben, Salzburg und Wien (2), Flughäfen Graz, sowie die Krankenhäuser AKH Wien und Uniklinik Innsbruck. Die Filialtypen sind: 1 Interspar Hypermarkt, 7 Spar Supermarkt, 1 Spar Gourmet und 1 Interspar Pronto (kleineres Sortiment und Imbisse).
2015 wird in Wels Geschäften in den Straßen um die Weihnachtswelt an den vier Adventsonntagen die Öffnung von 14 bis 18 Uhr erlaubt, nicht jedoch der Einsatz von Angestellten oder das Anbieten von Lebensmitteln. Die Öffnung wurde von der städtischen Tourismus und Marketing GmbH betrieben, vom Land OÖ. Die Gewerkschaft war dagegen. In einer Urabstimmung unter 253 Handelsangestellten stimmten 95,7 % dagegen.
Einkaufszentren sind bestrebt, einheitlich lange (Mindest-)Öffnungszeiten aller Läden anzubieten, mit eventuell Gastronomie oder einem Lebensmittelmarkt, die etwas länger offen halten. Die Situation in und bei Graz mit Stand 2015: Citypark Graz hat seit vielen Jahren schon allgemein 9–19.30 (Sa –18) geöffnet, SPAR hat im Jahr 2015 darin auf 8–20 verlängert, Gastronomie hat auch bis 20 Uhr oder länger geöffnet. Murpark Graz, Center West in Graz-Webling und Shopping City Seiersberg haben allgemein ebenfalls 9–19.30 (sa –18) geöffnet, Graz Nord nur 9–19 (sa –18). Das traditionsreiche Kaufhaus nahe dem Hauptplatz, Kastner & Öhler hält 9.30–19 offen.
Strengere Öffnungszeitenregelungen gelten österreichweit für Apotheken, welche an Sonntagen und Feiertagen ganztags sowie an Samstagen nach 12 Uhr geschlossen sein müssen. Ausgenommen sind Apotheken im Notfall-Bereitschaftsdienst.

## Schweiz

### Nationale Gesetzgebung

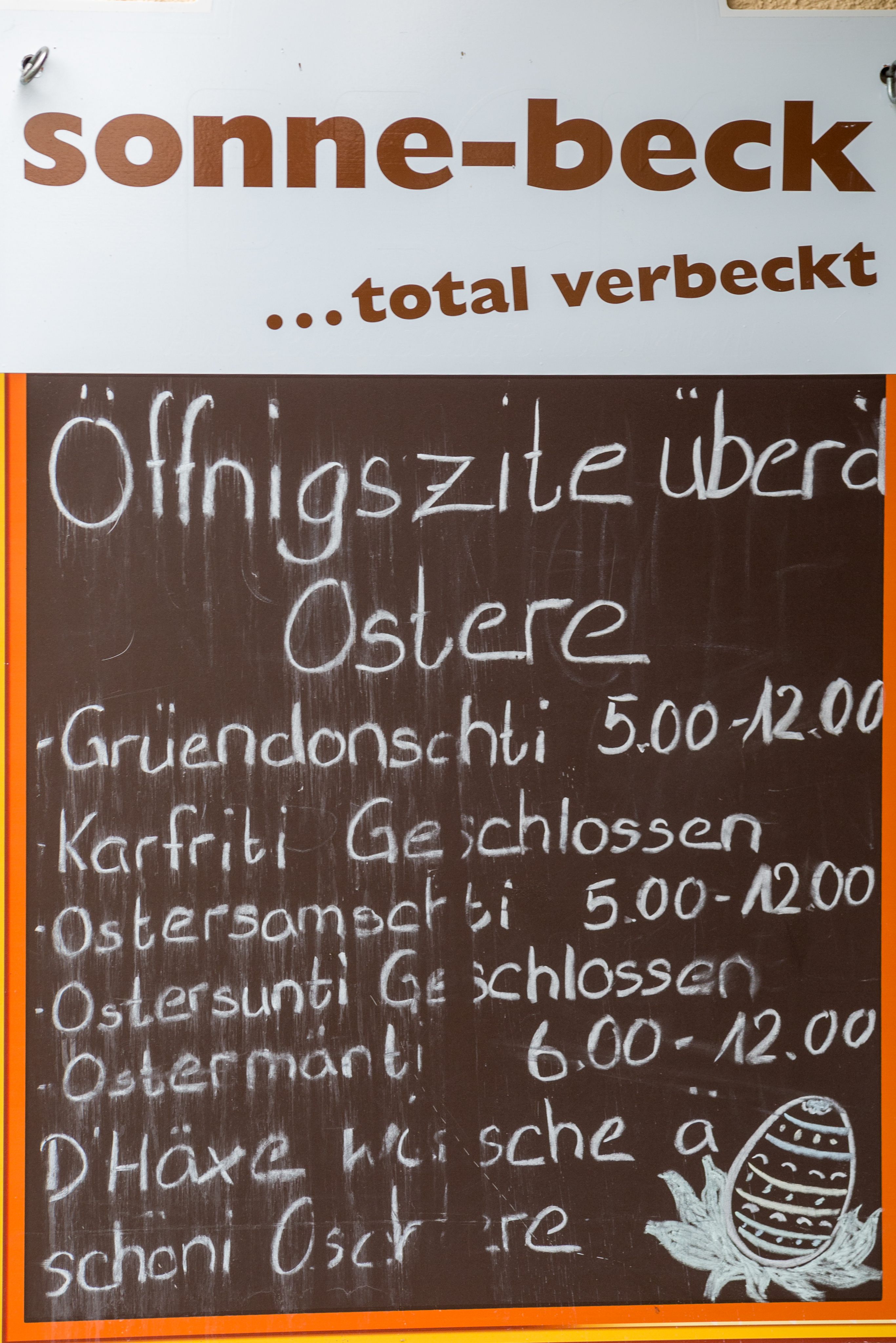
Öffnungszeiten einer Bäckerei (mit Café) im Thurgau

Auf Bundesebene regelt das Arbeitsgesetz (ArG) die Arbeits- und Ruhezeiten (nicht jedoch die Öffnungszeiten). Tagesarbeit (6–20 Uhr) und Abendarbeit (20–23 Uhr) sind bewilligungsfrei (Art. 10 ArG). Nacht- und Sonntagsarbeit ist grundsätzlich verboten (Art. 16 und 18 ArG), Ausnahmen bedürfen einer Bewilligung (Art. 17 und 19 ArG). Wo kein kantonales oder kommunales Gesetz die Ladenöffnungszeiten einschränkt, gelten daher Montag–Samstag 6–23 Uhr als maximale Öffnungszeiten.

### Kantonale Gesetzgebung
In der Schweiz regeln die Kantone die Öffnungszeiten autonom. Vorbehalten bleiben die Bestimmungen des Arbeitsgesetzes betreffend den Schutz des Verkaufspersonals. 16 Kantone haben einschlägige Gesetze erlassen, wobei dasjenige des Kantons Zürich von Montag bis Freitag keine Beschränkungen kennt; in den übrigen 15 Kantonen haben die Detailgeschäfte werktags bis 18.30 Uhr, 19 Uhr, 20 Uhr oder 22 Uhr und samstags bis 16 Uhr, 17 Uhr oder 18 Uhr geöffnet. Acht Kantone kennen (2014) kein Gesetz über die Ladenöffnungszeiten, so dass allein die arbeitsrechtlichen Bestimmungen anwendbar sind. Zwei Kantone schließlich überlassen die Regelung den politischen Gemeinden. Sonntags sind nur manche Geschäfte geöffnet. Im europäischen Vergleich handhaben die meisten Kantone die Öffnungszeiten restriktiv. Restriktive Öffnungszeiten führen oft zu Kritik von den Detailhändlern, teils auch von den Konsumentenverbänden. Auf Versuche seitens Kantonen, Öffnungszeiten auszudehnen, wird oft das Referendum ergriffen, mit der Folge, dass Ausdehnungen vom Stimmvolk abgelehnt werden.

#### Übersicht
| Kanton                 | Mo.–Fr.                                          | Sa. | So.                                                      | Datum Gesetzeskraft | Gesetzesquelle | Besonderheiten |
| ---------------------- | ------------------------------------------------ | --- | -------------------------------------------------------- | ------------------- | -------------- | --- |
| Aargau                 | 6–23                                             | 6–23 | 2 x Pro Jahr                                             | —                   | —              | kein kantonales Gesetz (2005 aufgehoben) |
| Appenzell Ausserrhoden | 6–23                                             | 6–23 |                                                          | —                   | —              | kein kantonales Gesetz (2005 aufgehoben) |
| Appenzell Innerrhoden  | 6–23                                             | 6–23 |                                                          | —                   | —              | kein kantonales Gesetz |
| Basel-Land             | 6–23                                             | 6–23 |                                                          | —                   | —              | kein kantonales Gesetz (1997 aufgehoben) |
| Basel-Stadt            | 6–20                                             | 6–18 | 2 x Pro Jahr von 13.00–18.00 Uhr                         | 14. August 2005     | [ 63 ]         | |
| Bern                   | 6–20                                             | 6–17 (inkl. vor Feiertagen)                                                                                                   | 2 x Pro Jahr                                             | 1. Juli 1993        | [ 64 ]         | Verkaufsgeschäfte dürfen an einem Werktag pro Woche bis 22.00 Uhr offen haben. Am 2. Dezember 2023 beginnt in der Berner Altstadt ein vorerst bis zum 31. Dezember 2025 dauerndes Pilotprojekt, bei dem die Geschäfte Samstags bis 18 Uhr geöffnet haben dürfen, dafür beim Abendverkauf nur noch bis 21 Uhr.                                                                                        |
| Freiburg               | 6–19                                             | 6–16 |                                                          |                     |                | Gemeinde kann 1x Pro Woche Abendverkauf bis 21.00 Uhr bewilligen. Touristische Orte können Ausnahmen beantragen. |
| Genf                   | 6–19, Fr. bis 19.30                              | 6–18 | 3 x Pro Jahr möglich                                     |                     |                | 1x Pro Woche Abendverkauf bis 21.00 Uhr |
| Glarus                 | 6–23                                             | 6–23 |                                                          | —                   | —              | kein kantonales Gesetz (2000 aufgehoben) |
| Graubünden             | je nach Gemeinde bis 18.30/19.00/20.00Uhr        | Sa bis 17.00/18.00 Uhr |                                                          |                     |                | Regelungen auf Gemeindeebene |
| Jura                   | 6–18.30                                          | 6–17 |                                                          |                     |                | 1x Pro Woche bis 21.00 Uhr |
| Luzern                 | 6–19                                             | 6–17 (inkl. vor Feiertagen)                                                                                                   | 2xPro Jahr bis 19.00 sowie an Maria Empfängnis bis 18:30 | 1. Mai 2020         | [ 66 ]         | Auf Gemeindeebene kann pro Woche an einem Abend ein Abendverkauf bis 21.00 Uhr bewilligt werden. |
| Neuenburg              | 6–19                                             | 6–18 (inkl. vor Feiertagen)                                                                                                   |                                                          |                     |                | 1x pro Woche bis 20.00 Uhr |
| Nidwalden              | 6–23                                             | 6–23 |                                                          | —                   | —              | kein kantonales Gesetz |
| Obwalden               | 6–23                                             | 6–23 |                                                          | —                   | —              | kein kantonales Gesetz |
| St. Gallen             | 6–19                                             | 6–17 | 4xpro Jahr                                               | 1. Juli 2004        | [ 67 ]         | Auf Gemeindeebene kann pro Woche an einem Abend ein Abendverkauf bis 21.00 Uhr bewilligt werden. «Touristische» Orte dürfen davon abweichen (angewendet in Rapperswil sowie seit 2020 Stadt St. Gallen). Mo–Fr 6–20/Sa 6–17 wurde im Jahre 2010 in einer Volksabstimmung mit 63,5 Prozent Nein-Anteil verworfen. Bei einer Volksabstimmung am 18. Mai 2025 wurde eine Verlängerung erneut abgelehnt. |
| Schaffhausen           | 5–22 (im Sommer), 6–22 (im Winter)               | 0–18 |                                                          |                     |                | |
| Schwyz                 | 6–23                                             | 6–23 |                                                          | —                   | —              | kein kantonales Gesetz |
| Solothurn              | 5–18.30                                          | 5–18 |                                                          | 1. Januar 2016      | [ 70 ]         | Verkaufsgeschäfte dürfen an einem Werktag pro Woche bis 21.00 Uhr offen haben. |
| Thurgau                | 6–22                                             | 6–22 |                                                          | 1. Januar 2003      | [ 71 ]         | |
| Tessin                 | 6–19.00                                          | 6–18.30 | 3 x Pro Jahr von 10:00–18:00 Uhr                         |                     |                | 1x Pro Woche bis 21.00 Uhr. |
| Uri                    | 6–18.30                                          | 6–17 (inkl. vor Feiertagen)                                                                                                   |                                                          | 1. Januar 2003      | [ 72 ]         | Verkaufsgeschäfte dürfen an einem Werktag pro Woche bis 21.00 Uhr offen haben. |
| Waadt                  | Je nach Gemeinde bis 18.30/19.00/19.30/20.00 Uhr | Je nach Gemeinde bis 17.00/18.00/19.00 Uhr                                                                                    |                                                          |                     |                | Regelungen auf Gemeindeebene |
| Wallis                 | 6–18.30                                          | 6–17 (inkl. vor Feiertagen)                                                                                                   |                                                          | 1. November 2002    | [ 73 ]         | Auf Gemeindeebene muss pro Woche an einem Abend ein Abendverkauf bis 21.00 Uhr bewilligt werden. Ausnahmebewilligung für Touristen- und Skiorte. Teilweise täglich bis 19.00 oder 20.00 Uhr geöffnet (Zermatt, Crans-Montana, Verbier, Saas Fee, Leukerbad etc.) |
| Zug                    | 6–19                                             | 6–17 fällt ein Vorfeiertag auf einen Abendverkaufstag fällt dieser aus und es gilt der Werktäglich Ladenschluss um 19.00 Uhr. | 2 x Pro Jahr von 10.00–17.00 Uhr                         | 1. Januar 2004      | [ 74 ]         | Auf Gemeindeebene kann pro Woche an einem Abend ein Abendverkauf bis 21.30 Uhr bewilligt werden. |
| Zürich                 | 6–23                                             | 6–23 |                                                          | 1. Dezember 2000    | [ 75 ]         | |

### Bestrebungen zur Änderung des Status quo
In jüngster Zeit bestanden auf Bundesebene Bestrebungen, ein schweizweit geltendes Bundesgesetz über die Ladenöffnungszeiten zu erlassen. Nach diesem hätten die Detailhandelsbetriebe montags bis freitags von 6 bis 20 Uhr und samstags von 6 bis 19 Uhr öffnen können, wobei die kantonalen Feiertage vorbehalten geblieben wären. Den Kantonen wäre es anheimgestellt geblieben, längere Öffnungszeiten vorzusehen.
Gegen eine Bundeslösung sprachen sich mit Ausnahme des Tessins jedoch alle Kantone aus. Auch die Frage nach einer Lockerung des Sonntagsruhe war stark umstritten: Der Verband Freier Sonntag Schweiz von Gewerkschaften, kirchlichen Verbänden, linken und christlichen Parteien sowie Arbeitsmedizinern war gegen eine Ausdehnung der Sonntagsarbeit. Die Arbeitgeber, z. B. die Swiss Retail Federation, setzen sich wegen der Konkurrenz im grenznahen Ausland für lange Ladenöffnungszeiten vor allem am Samstag ein. Nachdem die Vorlage im Nationalrat Zustimmung gefunden hatte, wurde sie am 6. Juni 2016 vom Ständerat, der kleinen Kammer des nationalen Parlaments, aus föderalistischen Erwägungen definitiv abgelehnt.

### Kanton Zürich
Im Kanton Zürich dürfen Läden an Werktagen ohne zeitliche Einschränkungen geöffnet sein. Diese schweizweit gesehen sehr liberale Regelung wurde in einer Volksabstimmung vom 24. September 2000 mit 210.913 Ja-Stimmen gegen 166.049 Nein-Stimmen von den Stimmberechtigten des Kantons Zürich angenommen. Von 1994 bis 2000 galt die Bestimmung, dass Läden werktags bis 20.00 Uhr geöffnet sein durften; zuvor herrschte Ladenschluss um 19.00, wobei an einem Werktag Abendverkauf bis 21.00 Uhr erlaubt war. Allerdings hatten die Gemeinden bis 2000 die Kompetenz, von diesen kantonalen Vorgaben sowohl in Richtung grösserer Freiheit wie grösserer Einschränkung abzuweichen. Die Stadt Zürich hielt beispielsweise bis 1997 am Ladenschluss um 18.30 Uhr fest.
Am 18. Juni 2012 wurde eine kantonale Volksinitiative der Freisinnig-Demokratischen Partei für eine noch freiere Ladenöffnungszeit an der Abstimmungsurne mit 29,32 Prozent Ja-Stimmen abgelehnt. Die Initiative hätte dazu geführt, dass Familien-Ladenbetriebe ihre Öffnungszeiten selbst hätten bestimmen können. Die Gegner der Initiative befürchteten negative Auswirkungen auf die Gesundheit, den sozialen Zusammenhalt und die Umwelt. Die Befürworter der Initiative wollen das schweizerische Arbeitsgesetz nun so abgeändert sehen, dass die Kantone die Regeln bei den Arbeitszeiten selber bestimmen können.
Dennoch hat die Genossenschaft Migros Zürich eine Möglichkeit gefunden, um auch sonntags zu öffnen. Dazu beschäftigt sie in einer Migros-Daily-Filiale kurzerhand Security-Mitarbeiter anstelle von Verkaufspersonal, welches an Sonntagen nicht arbeiten darf. Die Gewerkschaft Unia hatte beim Verwaltungsgericht eine Beschwerde dagegen eingereicht und recht bekommen. Demnach muss dieses Geschäft in Zukunft sonntags wieder geschlossen bleiben.

## Finnland
In Finnland gibt es seit 2016 keine gesetzliche Regelung bezüglich des Ladenschlusses. Die generellen Öffnungszeiten sind von 7 bis 22 Uhr. Einige Supermärkte sind inzwischen (Stand 2019) 7 Tage 24 Stunden geöffnet.

## Luxemburg
In Luxemburg dürfen Geschäfte des Einzelhandels seit 2015 an Sonntagen bis 19 Uhr öffnen. Bereits zuvor gab es aus Gründen der Tourismusförderung umfangreiche Ausnahmeregelungen für touristisch erschlossene Gebiete. Bis 2014 galt ein Öffnungsverbot an Sonntagen nach 13 Uhr.

## Niederlande
In den Niederlanden gelten für Werktage die generellen Öffnungszeiten von 6 bis 22 Uhr. An Sonn- und Feiertagen sind Geschäfte im Regelfall geöffnet: sonntags generell von 6 bis 22 Uhr wie an den Werktagen, an Feiertagen variiert es jedoch.

## Norwegen
In Norwegen wurden die Ladenschlusszeiten an den Werktagen grundsätzlich aufgehoben; an den Sonn- und Feiertagen sind oft die Geschäfte geschlossen. Im Advent und zwölfmal im Jahr dürfen die Geschäfte sonntags öffnen.

## Italien
In Italien gibt es seit 2011 keine gesetzlich geregelten Ladenschlusszeiten mehr. Generell haben Supermärkte an jedem Tag des Jahres von 8 bis 22 Uhr geöffnet, mitunter in Großstädten auch rund um die Uhr. Kleinere Läden machen traditionell eine etwa dreistündige Mittagspause und schließen zwischen 19.30 und 20.30 Uhr, wobei in der Regel variierende Winter- und Sommeröffnungszeiten festgelegt werden: In den Sommermonaten ist die Mittagspause länger, dafür wird später am Abend geschlossen. Zudem weisen die üblichen Öffnungszeiten regionale Unterschiede auf: Im Süden des Landes wird eher später geöffnet und geschlossen als im Norden. Mit der Liberalisierung der Öffnungszeiten sind in Städten eine große Anzahl von Tante-Emma-Läden entstanden, die häufig von Ausländern geführt werden und bis spät in die Nacht offen haben.

## Polen
In Polen gab es lange Zeit keine vorgeschriebenen Ladenschlusszeiten. 2018 wurde die Sonntagsöffnung auf 2 Sonntage im Monat beschränkt. Seit 2020 ist die Sonntagsöffnung bis auf wenige Tage abgeschafft. Auch an gesetzlichen Feiertagen müssen die Handelsgeschäfte geschlossen bleiben (in wenigen Ausnahmen, etwa wenn der Besitzer des Geschäftes anwesend ist, darf auch an gesetzlichen Feiertagen geöffnet werden, jedoch darf dabei kein Angestellter arbeiten); die meisten kleinen und mittelgroßen Geschäfte schließen jedoch gegen 21 Uhr. Filialen großer internationaler Ketten (insb. Tesco) haben vereinzelt rund um die Uhr geöffnet.

## Portugal
Grundsätzlich bestehen nur geringe zeitliche Restriktionen in Portugal; das ganze Jahr über darf hier vom frühen Morgen bis Mitternacht eingekauft werden.

## Russland
In Russland gibt es keine gesetzliche Regelung bezüglich des Ladenschlusses. Vor allem in Metropolen haben viele größere Geschäfte und Supermärkte rund um die Uhr und sieben Tage wöchentlich geöffnet, in kleineren Städten nur einzelne Läden, die dann meist mit 24/7 gekennzeichnet sind. Die Öffnungszeiten richten sich ansonsten nach der Marktsituation, wobei bei nicht so lange geöffneten Geschäften Schließzeiten häufiger am Wochenende und Feiertagen sind.

## Schweden
In Schweden gibt es seit 1972 keine gesetzlich geregelten Ladensöffnungszeiten mehr, alle Läden können seitdem zwischen 6 und 24 Uhr geöffnet sein. Nur für den Verkauf von alkoholischen Getränken (über 3,5 Volumenprozent) gibt es Einschränkungen. Sonntags sind Alkoholläden geschlossen.

## Slowakei
Während das Gros der Geschäfte in der Woche bis 18 Uhr und samstags bis 12 Uhr geöffnet hat, gibt es auch Ketten, die auch sonntags geöffnet haben. Allerdings gibt es in der Slowakei Bestrebungen, vor allem von den Christdemokraten, dass am Sonntag die Geschäfte geschlossen bleiben müssen.

## Spanien
In Spanien bestehen an den Werktagen keine Einschränkungen; jede autonome Provinz hat mindestens 72 Stunden zu erlauben. An Sonntagen wird eine Öffnung von maximal 8 Tagen pro Jahr und maximal 12 Stunden Öffnungszeit pro Öffnungstag erlaubt.

## Tschechien
In Tschechien existierten seit 1989 keine geregelten Ladenschlusszeiten. Ein Ladenschlussgesetz wurde vereinzelt von Politikern der Sozialdemokraten und Kommunisten gefordert, wurde jedoch bisher stets sowohl von der Mehrheit der Abgeordneten als auch von der Bevölkerung abgelehnt. Nach einer Gesetzesnovelle müssen die Geschäfte allerdings seit 1. Oktober 2016 an acht gesetzlichen Feiertagen geschlossen bleiben:
- 1. Januar
- Ostermontag
- 8. Mai (Siegestag)
- 28. September (Staatsfeiertag)
- 28. Oktober (Nationalfeiertag)
- 24. Dezember (Heiliger Abend) ab 12.00 Uhr
- 25. Dezember (Erster Weihnachtsfeiertag)
- 26. Dezember (Zweiter Weihnachtsfeiertag)

Davon ausgenommen sind Läden mit einer Verkaufsfläche bis 200 m², Tankstellen, Geschäfte auf Flughäfen, Eisenbahn- und Busbahnhöfen mit großem Reisendenaufkommen, Läden in Krankenhäusern und anderen Gesundheitseinrichtungen. Außerdem öffnen dürfen die Geschäfte im Fall, dass der Gefahrenzustand, der Notstand, eine Bedrohungslage des Staates oder der Kriegszustand ausgerufen ist.

## Ungarn
In Ungarn gibt es keine vorgeschriebenen Ladenschlusszeiten. Nur an gesetzlichen Feiertagen müssen die Handelsgeschäfte geschlossen bleiben. Von 15. März 2015 bis 10. April 2016 gab es in Ungarn ein Ladenschlussgesetz, welches die Sonntagsöffnung von Geschäften mit mehr als 200 m² Verkaufsfläche verbot. Am 11. April 2016 wurde das Gesetz aufgehoben, weil es sehr unpopulär war.

## Vereinigtes Königreich
Im Vereinigten Königreich bestehen grundsätzlich an den Werktagen keine zeitlichen Restriktionen. An Sonntagen darf 6–7 Stunden geöffnet werden – meistens zwischen 10 und 19 Uhr. Manche Läden öffnen zwischen 6 und 22 Uhr. In Schottland darf sonntags generell zwischen 6 und 22 Uhr geöffnet werden. Feiertags variieren die Öffnungszeiten.

## Kanada
In Kanada gibt es je nach Provinz unterschiedliche Regelungen. In der Mehrzahl der Provinzen darf sonntags geöffnet werden, teilweise aber nur mit Sondererlaubnissen und zu eingeschränkten Zeiten.

## Indien
In Indien muss nach dem Weekly Holidays Act 1942[25] jeder Laden an einem Tag der Woche geschlossen bleiben, wobei der Inhaber den Wochentag frei wählen kann.

## Israel
Am Schabbat (von Sonnenuntergang am Freitag bis zum Eintritt der Dunkelheit am folgenden Samstagabend) sind die meisten Geschäfte geschlossen. Es gibt mehrere Einkaufsketten, die 24 Stunden am Tag an sieben Tagen in der Woche geöffnet haben; diese sind vor allem in Städten und Regionen mit größerer säkularer Bevölkerung (beispielsweise Tel Aviv) zu finden.

## Vereinigte Staaten (USA)
Bis auf wenige Ausnahmen gibt es keine gesetzlichen Regelungen. Wo sie existieren, sind sie vorwiegend aus religiösen Beweggründen geschaffen worden und werden blue laws genannt. Unternehmer und die Einkaufsgewohnheiten der Kunden bestimmen die Öffnungszeiten. Supermärkte sind meist bis 22 Uhr oder später geöffnet, in Ballungszentren oft auch rund um die Uhr. Einkaufszentren schließen üblicherweise um 21 Uhr, an Samstagen und Sonntagen gegebenenfalls auch früher. Kleinere Läden schließen oft bereits um 18 Uhr.

## Übersicht über Ladenöffnungszeiten rund um die Welt
Die folgende Länderübersicht stellt die gesetzlichen Ladenschlusszeiten in den einzelnen Ländern dar und verweist gegebenenfalls auf Beispiele für ortsübliche geringere Öffnungszeiten. Neben einigen europäischen Ländern sind die Ladenöffnungszeiten ausgewählter Länder aus anderen Kontinenten in der Übersicht enthalten. In einigen Ländern gibt es darüber hinaus besondere Regelungen für den Verkauf von alkoholhaltigen Getränken während der Nachtzeit (zum Beispiel Norwegen, Großbritannien).
| Australien           |                                |                        |                                |
| montags bis samstags | montags bis samstags           | sonntags und feiertags | sonntags und feiertags         |
| Alle Verkaufsstellen | keine gesetzliche Beschränkung | Alle Verkaufsstellen   | keine gesetzliche Beschränkung |

| Belgien | | | |
| montags bis samstags | montags bis samstags | sonntags und feiertags | sonntags und feiertags |
| Grundsätzlich: Das belgische Ladenschlussrecht lässt Ladenöffnungszeiten von montags bis freitags von 5 bis 22 Uhr und samstags von 5 bis 21 Uhr zu. | Grundsätzlich: Das belgische Ladenschlussrecht lässt Ladenöffnungszeiten von montags bis freitags von 5 bis 22 Uhr und samstags von 5 bis 21 Uhr zu. | Sonntags haben nur wenige kleine Lebensmittelläden geöffnet. Einzelhändler halten meist den gesetzlich vorgeschriebenen Ruhetag am Sonntag. Geöffnet haben häufig: | Sonntags haben nur wenige kleine Lebensmittelläden geöffnet. Einzelhändler halten meist den gesetzlich vorgeschriebenen Ruhetag am Sonntag. Geöffnet haben häufig: |
| Grundsätzlich: Das belgische Ladenschlussrecht lässt Ladenöffnungszeiten von montags bis freitags von 5 bis 22 Uhr und samstags von 5 bis 21 Uhr zu. | Grundsätzlich: Das belgische Ladenschlussrecht lässt Ladenöffnungszeiten von montags bis freitags von 5 bis 22 Uhr und samstags von 5 bis 21 Uhr zu. | Bäckereien: Metzgereien: | 7 bis 12 Uhr 8 bis 12 Uhr |

| Dänemark |  | | |
| Einzelhandelsgeschäfte dürfen grundsätzlich an allen Wochentagen geöffnet bleiben, außer an Feiertagen, am Verfassungstag, an Heiligabend und an Silvester nach 15:00 Uhr. Bestimmte Geschäfte sind von den Regelungen des Schließungsgesetzes ausgenommen und dürfen daher auch an Feiertagen etc. geöffnet bleiben. |  | Einzelhandelsgeschäfte dürfen grundsätzlich an allen Wochentagen geöffnet bleiben, außer an Feiertagen, am Verfassungstag, an Heiligabend und an Silvester nach 15:00 Uhr. Bestimmte Geschäfte sind von den Regelungen des Schließungsgesetzes ausgenommen und dürfen daher auch an Feiertagen etc. geöffnet bleiben. | Einzelhandelsgeschäfte dürfen grundsätzlich an allen Wochentagen geöffnet bleiben, außer an Feiertagen, am Verfassungstag, an Heiligabend und an Silvester nach 15:00 Uhr. Bestimmte Geschäfte sind von den Regelungen des Schließungsgesetzes ausgenommen und dürfen daher auch an Feiertagen etc. geöffnet bleiben. |
| |  | | |
| |  | | |

| Deutschland          | | | |
| montags bis samstags | montags bis samstags | sonntags und feiertags | sonntags und feiertags |
| Grundsätzlich:       | Gesetzliche Ladenschlusszeiten an den Werktagen gibt es in den Ländern Bayern und Saarland (20 bis 6 Uhr), Rheinland-Pfalz und Sachsen (22 bis 6 Uhr). Sachsen-Anhalt, Thüringen sowie Mecklenburg-Vorpommern kennen Beschränkungen an Samstagen. Für ausführliche Informationen siehe unterhalb der Tabelle. Tatsächliche Öffnungszeiten: Lebensmittelsupermärkte und Einkaufszentren: Mo.–Sa.: 7 bis 20/21 oder 24 Uhr Verkaufsstellen des Einzelhandels: Mo.–Fr.: 9/10 bis 18.30/19/20 Uhr; Sa.: 9 bis 14/18/18.30/19/20 Uhr | An Sonn- und Feiertagen lassen die Ladenöffnungsgesetze der Länder für den Verkauf von bestimmten Waren (zum Beispiel Zeitungen, Backwaren, Blumen und Pflanzen, landwirtschaftliche Produkte, Milch- und Milcherzeugnisse) sowie Verkaufsstellen in besonderen Lagen (in Bahnhöfen, Flughäfen, Busbahnhöfen, an Tankstellen und Apotheken in Touristenregionen) bestimmte Öffnungszeiten zu. Allgemeine verkaufsoffene Sonntage können zumeist an bis zu vier Sonntagen von den Gemeindeverwaltungen freigegeben werden, in Brandenburg können bis zu sechs allgemeine verkaufsoffene Sonntage und in Berlin bis zu acht verkaufsoffene Sonntage freigegeben werden. Die allgemeinen Öffnungszeiten werden aber zumeist außerhalb der Zeiten des Hauptgottesdienstes auf maximal fünf oder sechs Stunden begrenzt. | An Sonn- und Feiertagen lassen die Ladenöffnungsgesetze der Länder für den Verkauf von bestimmten Waren (zum Beispiel Zeitungen, Backwaren, Blumen und Pflanzen, landwirtschaftliche Produkte, Milch- und Milcherzeugnisse) sowie Verkaufsstellen in besonderen Lagen (in Bahnhöfen, Flughäfen, Busbahnhöfen, an Tankstellen und Apotheken in Touristenregionen) bestimmte Öffnungszeiten zu. Allgemeine verkaufsoffene Sonntage können zumeist an bis zu vier Sonntagen von den Gemeindeverwaltungen freigegeben werden, in Brandenburg können bis zu sechs allgemeine verkaufsoffene Sonntage und in Berlin bis zu acht verkaufsoffene Sonntage freigegeben werden. Die allgemeinen Öffnungszeiten werden aber zumeist außerhalb der Zeiten des Hauptgottesdienstes auf maximal fünf oder sechs Stunden begrenzt. |
| Grundsätzlich:       | Gesetzliche Ladenschlusszeiten an den Werktagen gibt es in den Ländern Bayern und Saarland (20 bis 6 Uhr), Rheinland-Pfalz und Sachsen (22 bis 6 Uhr). Sachsen-Anhalt, Thüringen sowie Mecklenburg-Vorpommern kennen Beschränkungen an Samstagen. Für ausführliche Informationen siehe unterhalb der Tabelle. Tatsächliche Öffnungszeiten: Lebensmittelsupermärkte und Einkaufszentren: Mo.–Sa.: 7 bis 20/21 oder 24 Uhr Verkaufsstellen des Einzelhandels: Mo.–Fr.: 9/10 bis 18.30/19/20 Uhr; Sa.: 9 bis 14/18/18.30/19/20 Uhr | Bäckereien: | Zum Beispiel 8 bis 11/12 Uhr |
|                      | | | |

| Estland                                                                | | | |
| montags bis samstags                                                   | montags bis samstags | sonntags und feiertags | sonntags und feiertags |
| Grundsätzlich: Supermärkte: Einkaufszentren: Kleinere Verkaufsstellen: | keine gesetzliche Beschränkung; es besteht ein Alkoholverkaufsverbot von 22:00 bis 10:00 Uhr. 9 bis 22 Uhr 10 bis 21 Uhr 10 bis 18/19 Uhr | Sonntags haben meistens nur Supermärkte und Einkaufszentren geöffnet; Ausnahmen bestätigen ab und zu die Regel (wenn genug Personal in kleineren Geschäften vorhanden ist). | Sonntags haben meistens nur Supermärkte und Einkaufszentren geöffnet; Ausnahmen bestätigen ab und zu die Regel (wenn genug Personal in kleineren Geschäften vorhanden ist). |
| Grundsätzlich: Supermärkte: Einkaufszentren: Kleinere Verkaufsstellen: | keine gesetzliche Beschränkung; es besteht ein Alkoholverkaufsverbot von 22:00 bis 10:00 Uhr. 9 bis 22 Uhr 10 bis 21 Uhr 10 bis 18/19 Uhr | Supermärkte: Einkaufszentren: | 9 bis 21 Uhr 10 bis 19 Uhr |

| Finnland             |                                 |                                                                     |                                                                     |
| montags bis samstags | montags bis samstags            | sonntags und feiertags                                              | sonntags und feiertags                                              |
| Alle Verkaufsstellen | keine gesetzliche Beschränkung. | Seit 1. Januar 2016 existieren keine geregelten Ladenschlusszeiten. | Seit 1. Januar 2016 existieren keine geregelten Ladenschlusszeiten. |

| Frankreich           |                                | | |
| montags bis samstags | montags bis samstags           | sonntags und feiertags | sonntags und feiertags |
| Alle Verkaufsstellen | keine gesetzliche Beschränkung | An Sonn- und Feiertagen dürfen kleinere Verkaufsstellen aufmachen, jedoch haben Angestellte einen besonderen Schutz, sodass nur der Geschäftsinhaber dann seine Verkaufsstelle öffnen darf. Größere Läden und Supermärkte haben in manchen Orten auch das Recht an den Tagen aufzumachen. | An Sonn- und Feiertagen dürfen kleinere Verkaufsstellen aufmachen, jedoch haben Angestellte einen besonderen Schutz, sodass nur der Geschäftsinhaber dann seine Verkaufsstelle öffnen darf. Größere Läden und Supermärkte haben in manchen Orten auch das Recht an den Tagen aufzumachen. |
| Alle Verkaufsstellen | keine gesetzliche Beschränkung | Kleine Verkaufsstellen | keine gesetzliche Beschränkung |

| Griechenland         |                                |                                                                  |                                                                  |
| montags bis samstags | montags bis samstags           | sonntags und feiertags                                           | sonntags und feiertags                                           |
| Alle Verkaufsstellen | keine gesetzliche Beschränkung | Läden dürfen nur an 18 verkaufsoffenen Sonntagen im Jahr öffnen. | Läden dürfen nur an 18 verkaufsoffenen Sonntagen im Jahr öffnen. |
| Alle Verkaufsstellen | keine gesetzliche Beschränkung | Alle Verkaufsstellen                                             | keine gesetzliche Beschränkung                                   |

| Großbritannien       |                                | | |
| montags bis samstags | montags bis samstags           | sonntags und feiertags | sonntags und feiertags |
| Alle Verkaufsstellen | keine gesetzliche Beschränkung | Die Sonntagsöffnung ist seit 1994 in England und Wales mit Einschränkungen erlaubt. Für Schottland, wo schon früher liberalisiert wurde, gelten separate Vorschriften. | Die Sonntagsöffnung ist seit 1994 in England und Wales mit Einschränkungen erlaubt. Für Schottland, wo schon früher liberalisiert wurde, gelten separate Vorschriften. |
| Alle Verkaufsstellen | keine gesetzliche Beschränkung | Nicht einheitlich | England und Wales, Verkaufsstellen bis 280 m²: keine gesetzliche Beschränkung England und Wales, Verkaufsstellen über 280 m²: 6 Std. zwischen 10 und 18 Uhr, viele Läden öffnen von 10 bis 16 Uhr oder 11 bis 17 Uhr. Schottland: Öffnungszeiten werden von den Kommunen geregelt, meist gibt es aber keine Beschränkungen. Größere Supermärkte daher oft 7 × 24 Std./Woche geöffnet. In kleinen Städten und Gemeinden haben die Geschäfte sonntags häufig geschlossen. |

| Irland               |                                |                                                                                     |                                                                                     |
| montags bis samstags | montags bis samstags           | sonntags und feiertags                                                              | sonntags und feiertags                                                              |
| Alle Verkaufsstellen | keine gesetzliche Beschränkung | In Irland besteht die Freiheit seine Verkaufsstelle zu öffnen, wann immer man will. | In Irland besteht die Freiheit seine Verkaufsstelle zu öffnen, wann immer man will. |
| Alle Verkaufsstellen | keine gesetzliche Beschränkung | Alle Verkaufsstellen                                                                | keine gesetzliche Beschränkung                                                      |

| Italien              |                                |                                |                                |
| montags bis samstags | montags bis samstags           | sonntags und feiertags         | sonntags und feiertags         |
| Alle Verkaufsstellen | keine gesetzliche Beschränkung | keine gesetzliche Beschränkung | keine gesetzliche Beschränkung |

| Namibia              | | | |
| montags bis samstags | montags bis samstags                                                                                              | sonntags und feiertags | sonntags und feiertags |
| Alle Verkaufsstellen | keine gesetzliche Regelung (besondere Regelungen gelten für den Verkauf von Alkohol (nur Mo–Fr 8–19 Uhr erlaubt)) | keine gesetzliche Regelung (besondere Regelungen gelten für den Verkauf von Alkohol (nur Sa 8–13 Uhr erlaubt, sonn- und feiertags verboten)) | keine gesetzliche Regelung (besondere Regelungen gelten für den Verkauf von Alkohol (nur Sa 8–13 Uhr erlaubt, sonn- und feiertags verboten)) |

| Niederlande          |                                                    | | |
| montags bis samstags | montags bis samstags                               | sonntags und feiertags | sonntags und feiertags |
| Alle Verkaufsstellen | Öffnungszeiten zwischen 6 und 22 Uhr sind erlaubt. | Es gibt im Regelfall 12 verkaufsoffene Sonntage pro Jahr („koopzondagen“), diese werden von den Gemeinden festgelegt. Gemeinden können außerdem in eigener Zuständigkeit touristische Gebiete festlegen, in denen eine häufigere Sonntagsöffnung zulässig ist: In Amsterdam, Rotterdam und Leiden sind die Geschäfte im Stadtzentrum im Regelfall jeden Sonntag geöffnet. In Den Haag gilt die Sonntagsöffnung an jedem Sonntag für die Innenstadt und die Außenbezirke, ebenso z. B. in Almere, Delft und Roermond. | Es gibt im Regelfall 12 verkaufsoffene Sonntage pro Jahr („koopzondagen“), diese werden von den Gemeinden festgelegt. Gemeinden können außerdem in eigener Zuständigkeit touristische Gebiete festlegen, in denen eine häufigere Sonntagsöffnung zulässig ist: In Amsterdam, Rotterdam und Leiden sind die Geschäfte im Stadtzentrum im Regelfall jeden Sonntag geöffnet. In Den Haag gilt die Sonntagsöffnung an jedem Sonntag für die Innenstadt und die Außenbezirke, ebenso z. B. in Almere, Delft und Roermond. |
| Alle Verkaufsstellen | Öffnungszeiten zwischen 6 und 22 Uhr sind erlaubt. | 12 verkaufsoffene Sonntage im Jahr | Regelung durch die Gemeinde |

| Norwegen             | | | |
| montags bis samstags | montags bis samstags | sonntags und feiertags | sonntags und feiertags |
| Alle Verkaufsstellen | An den Werktagen sind die Ladenschlusszeiten gesetzlich aufgehoben. Besondere Regelungen existieren für den Verkauf von Alkohol. Dieser ist in der Nacht weitgehend eingeschränkt. | An den drei letzten Adventssonntagen vor dem 24. Dezember können Verkaufsstellen von 14 bis 20 Uhr öffnen. Weitere verkaufsoffene Sonntage sind im besonderen öffentlichen Interesse zu besonderen Anlässen möglich. Für den Verkauf in Kioskartikeln in Kiosken mit einer Verkaufsfläche von höchstens 100 m² gibt es keine Beschränkung. Ausnahmen vom Verbot des Verkaufs an Sonn- und Feiertagen bestehen darüber hinaus für Tankstellen bis zur Verkaufsfläche von höchstens 150 m², Verkaufsstellen auf Campingplätzen, Verkaufsstellen in Touristengebieten, in Gaststätten, dem Verkauf bei Auktionen, Kunstgalerien, dem Verkauf in zeitbegrenzten Ausstellungen und Warenmessen, dem Verkauf von Blumen, Pflanzen und Gartenartikeln, dem Verkauf von ortstypischen Waren, dem Verkauf auf Flughäfen und dem Verkauf von Produktionsstätten für touristische Zwecke. | An den drei letzten Adventssonntagen vor dem 24. Dezember können Verkaufsstellen von 14 bis 20 Uhr öffnen. Weitere verkaufsoffene Sonntage sind im besonderen öffentlichen Interesse zu besonderen Anlässen möglich. Für den Verkauf in Kioskartikeln in Kiosken mit einer Verkaufsfläche von höchstens 100 m² gibt es keine Beschränkung. Ausnahmen vom Verbot des Verkaufs an Sonn- und Feiertagen bestehen darüber hinaus für Tankstellen bis zur Verkaufsfläche von höchstens 150 m², Verkaufsstellen auf Campingplätzen, Verkaufsstellen in Touristengebieten, in Gaststätten, dem Verkauf bei Auktionen, Kunstgalerien, dem Verkauf in zeitbegrenzten Ausstellungen und Warenmessen, dem Verkauf von Blumen, Pflanzen und Gartenartikeln, dem Verkauf von ortstypischen Waren, dem Verkauf auf Flughäfen und dem Verkauf von Produktionsstätten für touristische Zwecke. |

| Österreich | | | |
| montags bis samstags | montags bis samstags | sonntags und feiertags | sonntags und feiertags |
| Die Öffnungszeiten sind in Österreich hauptsächlich in der ab 1. Jänner 2008 gültigen „Novelle des Öffnungszeitengesetzes 2003“ geregelt. Für Ausnahmen siehe oben im Kapitel Österreich. | Geschäfte dürfen an Werktagen von 6 bis 21 Uhr und an Samstagen von 6 bis 18 Uhr geöffnet sein. Bäckereibetriebe dürfen ab 5.30 Uhr öffnen. Die Gesamtoffenhaltezeit innerhalb einer Kalenderwoche darf 72 Stunden nicht überschreiten. | An Sonn- und Feiertagen ist das Offenhalten von Verkaufsstellen aller Art nicht gestattet. Ausnahmen: Bäckereien, Tankstellen, Geschäfte in Flughäfen und Bahnhöfen, Tourismusregionen | An Sonn- und Feiertagen ist das Offenhalten von Verkaufsstellen aller Art nicht gestattet. Ausnahmen: Bäckereien, Tankstellen, Geschäfte in Flughäfen und Bahnhöfen, Tourismusregionen |
| Die Öffnungszeiten sind in Österreich hauptsächlich in der ab 1. Jänner 2008 gültigen „Novelle des Öffnungszeitengesetzes 2003“ geregelt. Für Ausnahmen siehe oben im Kapitel Österreich. | Geschäfte dürfen an Werktagen von 6 bis 21 Uhr und an Samstagen von 6 bis 18 Uhr geöffnet sein. Bäckereibetriebe dürfen ab 5.30 Uhr öffnen. Die Gesamtoffenhaltezeit innerhalb einer Kalenderwoche darf 72 Stunden nicht überschreiten. | Alle Verkaufsstellen | geschlossen |

| Polen                |                                |                                                                      |                                                                      |
| montags bis samstags | montags bis samstags           | sonntags und feiertags                                               | sonntags und feiertags                                               |
| Alle Verkaufsstellen | keine gesetzliche Beschränkung | Seit 2020 gibt es außerhalb von Warschau keine Sonntagsöffnung mehr. | Seit 2020 gibt es außerhalb von Warschau keine Sonntagsöffnung mehr. |

| Portugal             |                                |                                                                          |                                                                          |
| montags bis samstags | montags bis samstags           | sonntags und feiertags                                                   | sonntags und feiertags                                                   |
| Alle Verkaufsstellen | keine gesetzliche Beschränkung | Die Verkaufsstellen müssen zwischen 0 Uhr und 6 Uhr geschlossen bleiben. | Die Verkaufsstellen müssen zwischen 0 Uhr und 6 Uhr geschlossen bleiben. |

| Russland             |                                |                        |                                |
| montags bis samstags | montags bis samstags           | sonntags und feiertags | sonntags und feiertags         |
| Alle Verkaufsstellen | keine gesetzliche Beschränkung | Alle Verkaufsstellen   | keine gesetzliche Beschränkung |

| Schweden | | | |
| montags bis samstags | montags bis samstags | sonntags und feiertags | sonntags und feiertags |
| Grundsätzlich muss darauf geachtet werden, dass die Ruhezeit der Arbeitnehmer zwischen 0 und 5 Uhr liegt. Im Übrigen bestehen keine gesetzlichen Beschränkungen. | Grundsätzlich muss darauf geachtet werden, dass die Ruhezeit der Arbeitnehmer zwischen 0 und 5 Uhr liegt. Im Übrigen bestehen keine gesetzlichen Beschränkungen. | An Sonntagen ist auch das Öffnen von Verkaufsstellen jeglicher Art nicht beschränkt; allerdings haben die Verkaufsstellen das Recht der Arbeitnehmer auf eine Ruhezeit zwischen 0 und 5 Uhr zu beachten. | An Sonntagen ist auch das Öffnen von Verkaufsstellen jeglicher Art nicht beschränkt; allerdings haben die Verkaufsstellen das Recht der Arbeitnehmer auf eine Ruhezeit zwischen 0 und 5 Uhr zu beachten. |

| Schweiz | | | |
| montags bis samstags | montags bis samstags | sonntags und feiertags | sonntags und feiertags |
| Die Ladenschlusszeiten sind in der Schweiz von Kanton zu Kanton unterschiedlich. In den Kantonen Zürich, Aargau, Appenzell Innerrhoden, Basel-Landschaft, Glarus, Nidwalden, Obwalden und Schwyz sind die Ladenschlusszeiten von Montag bis Samstag auf den Zeitraum von 23 bis 6 Uhr beschränkt, in anderen Kantonen sind übliche Ladenschlusszeiten traditionell Montag bis Freitag 19 oder 20 Uhr und Samstag 16 oder 17 Uhr. Oft kommt noch ein wöchentlicher Tag mit Abendverkauf bis 20 oder 21 Uhr dazu (Bern einer bis 22 Uhr), in großen Städten meistens der Donnerstag, in kleineren der Freitag. Basel-Stadt und Graubünden erlauben keinen Abendverkauf. Üblich ist die Verlängerung der Öffnungszeiten von Montag bis Freitag bis 20 Uhr. Für Touristenorte und spezielle Läden existieren oft Ausnahmeregelungen. | Die Ladenschlusszeiten sind in der Schweiz von Kanton zu Kanton unterschiedlich. In den Kantonen Zürich, Aargau, Appenzell Innerrhoden, Basel-Landschaft, Glarus, Nidwalden, Obwalden und Schwyz sind die Ladenschlusszeiten von Montag bis Samstag auf den Zeitraum von 23 bis 6 Uhr beschränkt, in anderen Kantonen sind übliche Ladenschlusszeiten traditionell Montag bis Freitag 19 oder 20 Uhr und Samstag 16 oder 17 Uhr. Oft kommt noch ein wöchentlicher Tag mit Abendverkauf bis 20 oder 21 Uhr dazu (Bern einer bis 22 Uhr), in großen Städten meistens der Donnerstag, in kleineren der Freitag. Basel-Stadt und Graubünden erlauben keinen Abendverkauf. Üblich ist die Verlängerung der Öffnungszeiten von Montag bis Freitag bis 20 Uhr. Für Touristenorte und spezielle Läden existieren oft Ausnahmeregelungen. | An Sonntagen ist der Verkauf nur an größeren Bahnhöfen, Flughäfen und an Tankstellenshops gestattet. Für Touristenorte und spezielle Läden gelten oft Ausnahmeregelungen. Zehn Kantone erlauben vier generelle Sonntagsverkäufe im Jahr, fünf Kantone zwei Sonntagsverkäufe im Jahr, vier Kantone zwei Sonntagsverkäufe im Dezember. Fünf Kantone erlauben keine generellen Sonntagsverkäufe. In Appenzell Ausserrhoden und Wallis ist es von Gemeinde zu Gemeinde verschieden. Im Kanton St. Gallen dürfen am Sonntag Kioske, Bahnhofs- und Blumenläden von 7 bis 21 Uhr offen sein, aber auch Lebensmittelläden, wenn sie höchstens 120 m² Fläche aufweisen und Familienbetriebe sind. In den meisten Kantonen sind die Bäckereien Sonntag bis ca. 12 Uhr geöffnet. | An Sonntagen ist der Verkauf nur an größeren Bahnhöfen, Flughäfen und an Tankstellenshops gestattet. Für Touristenorte und spezielle Läden gelten oft Ausnahmeregelungen. Zehn Kantone erlauben vier generelle Sonntagsverkäufe im Jahr, fünf Kantone zwei Sonntagsverkäufe im Jahr, vier Kantone zwei Sonntagsverkäufe im Dezember. Fünf Kantone erlauben keine generellen Sonntagsverkäufe. In Appenzell Ausserrhoden und Wallis ist es von Gemeinde zu Gemeinde verschieden. Im Kanton St. Gallen dürfen am Sonntag Kioske, Bahnhofs- und Blumenläden von 7 bis 21 Uhr offen sein, aber auch Lebensmittelläden, wenn sie höchstens 120 m² Fläche aufweisen und Familienbetriebe sind. In den meisten Kantonen sind die Bäckereien Sonntag bis ca. 12 Uhr geöffnet. |

| Spanien              |                                |                                            |                                            |
| montags bis samstags | montags bis samstags           | sonntags und feiertags                     | sonntags und feiertags                     |
| alle Verkaufsstellen | keine gesetzliche Beschränkung | Es gibt 8 verkaufsoffene Sonntage im Jahr. | Es gibt 8 verkaufsoffene Sonntage im Jahr. |
| alle Verkaufsstellen | keine gesetzliche Beschränkung | Alle Verkaufsstellen                       | 10 bis 18 Uhr                              |

| USA |                                             |                        | |
| montags bis samstags                                                                                      | montags bis samstags                        | sonntags und feiertags | sonntags und feiertags |
| In den USA sind die Regelungen je nach Bundesstaat und häufig zusätzlich auch je Kommune unterschiedlich. | unterschiedliche gesetzliche Beschränkungen | Alle Verkaufsstellen   | In den meisten Kommunen darf sonntags geöffnet werden, teilweise aber erst ab zum Beispiel 13 Uhr. Beispielsweise darf in Bergen County sonntags nur eingeschränkt geöffnet werden. In einigen Bundesstaaten gilt außerhalb von lizenzierten Gaststätten ein generelles Sonntagsverkaufsverbot für Alkoholika, in anderen lediglich am Vormittag. |

## Gesetzliche Regelungen zum Arbeitnehmerschutz
- Arbeitszeitgesetz (für Deutschland)
- Bundesgesetz über die Arbeit in Industrie, Gewerbe und Handel (für die Schweiz)
- Jugendarbeitsschutzgesetz
- Mutterschutzgesetz
- Nachtarbeit
- Sonntagsruhe

## Feiertage in deutschsprachigen Ländern
- Feiertage in Deutschland
- Feiertage in Österreich
- Feiertage in der Schweiz
- Feiertage in Belgien
- Feiertage in Liechtenstein